# Montbert
Vous lisez un « bon article » labellisé en 2017.
Montbert (prononcé /mɔ̃bɛʀ/) est une commune française située dans le département de Loire-Atlantique, en région Pays de la Loire. Elle se trouve au point de rencontre du pays de Retz à l'ouest, du pays du Vignoble nantais à l'est, du pays de Nantes au nord et de la Vendée au sud. La commune est membre de la communauté de communes de Grand Lieu.
Peuplé depuis le Paléolithique, le territoire de la commune constitue l'un des berceaux de l'occupation humaine dans le Grand Ouest français (environ 150 000 ans). Il faut attendre le XIIe siècle pour voir apparaître la mention de Montbert dans une bulle pontificale du pape Alexandre III. Relativement épargnée par les guerres de Religion durant la Renaissance, le village de Montbert est néanmoins le témoin des guerres qui opposent les rois de France aux ducs de Bretagne jusqu'au XVIe siècle, se situant dans les marches séparantes de Bretagne et de Poitou. Elle subit également le passage des « colonnes infernales » durant la Révolution française. À partir de cette période, les communes de Montbert et Geneston sont liées : elles forment alors une seule et même commune, jusqu'à leur séparation définitive en 1954.
Commune profondément rurale par son origine, elle connaît depuis les années 1960 un essor démographique, en lien avec la périurbanisation de l'agglomération nantaise. Elle atteint 3 051 habitants au dernier recensement en 2022 . Ses paysages, typiques du bocage, sont caractérisés par l'alternance d'espaces boisés et de prairies cultivées. L'économie locale est caractérisée par la place dominante du secteur tertiaire (administration, services et commerce). L'activité agricole, orientée vers l’élevage et l’exploitation de la vigne, représente quant à elle une part non négligeable de l’économie montbertaine.

## Géographie

### Localisation

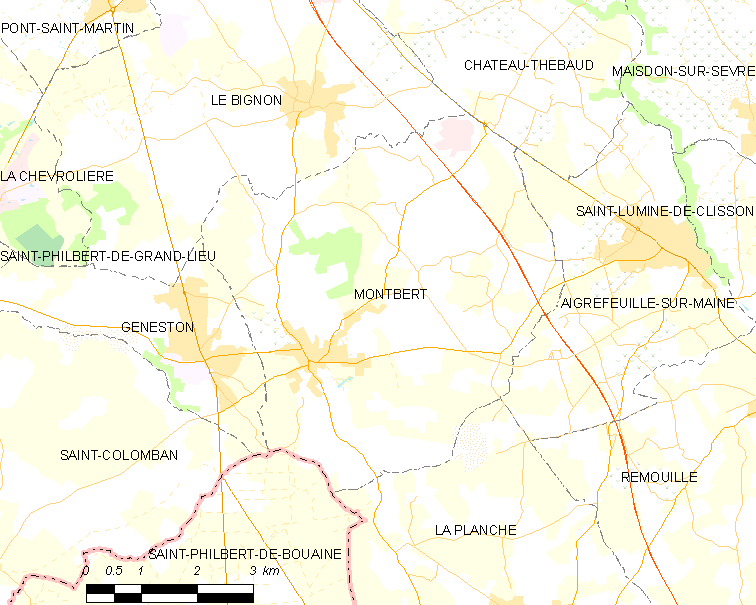
Situation géographique de Montbert.

Montbert se situe à l'extrême-sud du département de la Loire-Atlantique :
- à l'échelle départementale, la commune est distante à vol d'oiseau de 19 km de Nantes, 43 km d'Ancenis, 59 km de Saint-Nazaire et 75 km de Châteaubriant[1] ;
- à l'échelle régionale et nationale, la commune est distante à vol d'oiseau de 43 km de La Roche-sur-Yon, 85 km d'Angers et 350 km de Paris[1] ;
- le littoral atlantique est distant, à vol d'oiseau, de 35 km de Montbert (au niveau de Villeneuve-en-Retz)[1].

Les communes limitrophes de Montbert en Loire-Atlantique sont : Geneston, Le Bignon, Château-Thébaud, Aigrefeuille-sur-Maine, La Planche. Au sud, elle est également limitrophe de la commune de Saint-Philbert-de-Bouaine, située en Vendée.
Selon les découpages statistiques territoriaux de l'Insee, Montbert appartient à l'aire urbaine de Nantes (008), au bassin d'emploi de Nantes (5203), au bassin de vie de Geneston (44223) et à l'unité urbaine de Geneston (44204).

### Géologie et relief

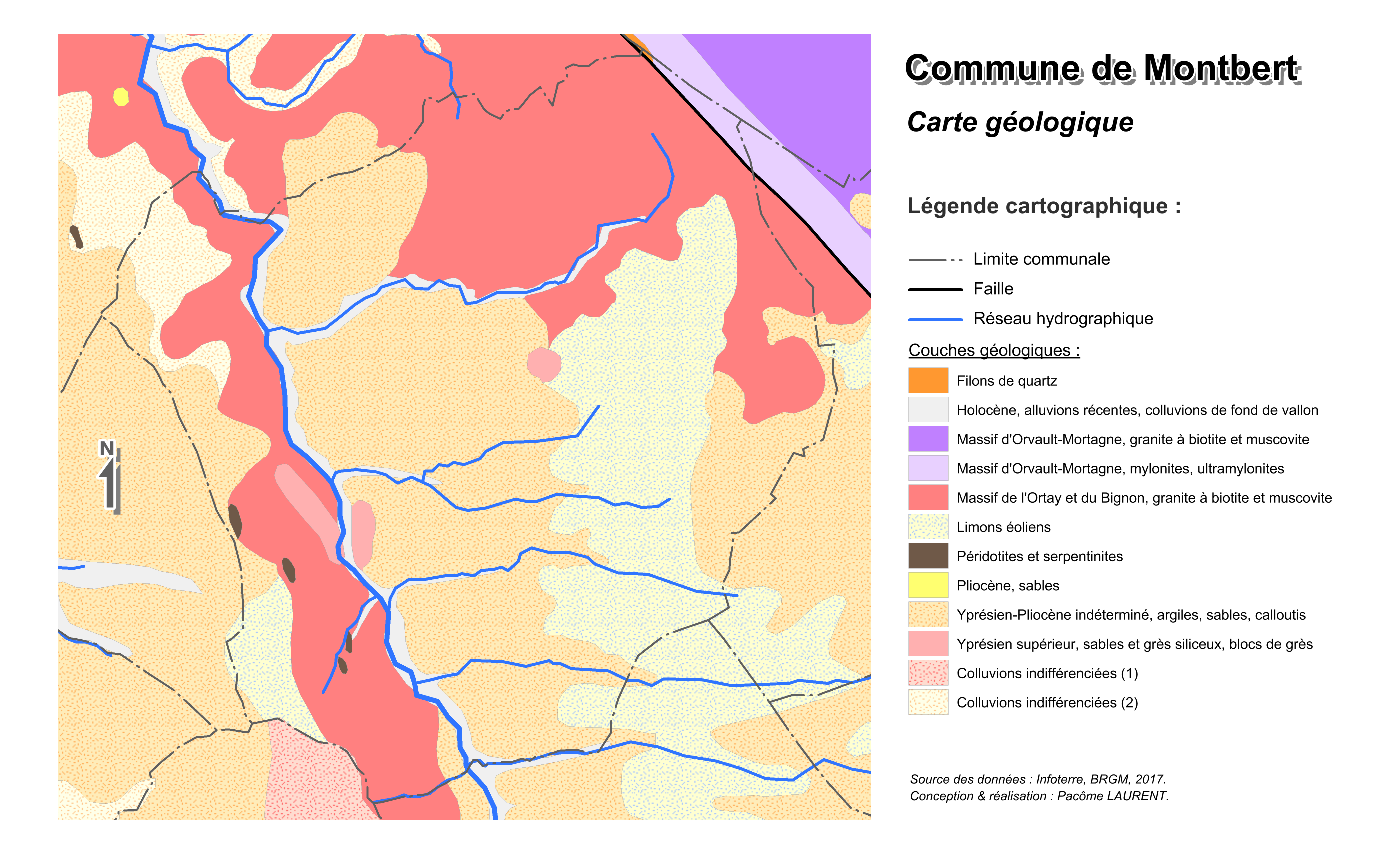
Carte géologique de la commune.

Dans son contexte régional, Montbert se situe dans le Massif armoricain constitué pendant l'ère primaire. La commune est présente dans l'une des trois zones découpées par des mouvements tectoniques : la zone Sud-Armoricaine (ZSA),. Elle repose sur un massif ancien profondément érodé, réduit à l'état de pénéplaine. Son territoire est légèrement vallonné le long de l'Ognon, mais est avant tout un relief plan doucement incliné vers le lac de Grand-Lieu, avec de faibles dénivellations. Son altitude la plus basse est située à 7 mètres tandis que son point culminant se trouve à seulement 51 mètres.
La géologie, à l'échelle régionale, est caractérisée par l'intrusion de massifs cristallins, de type granitique principalement, et des phénomènes métamorphiques puissants qui datent du précambrien et du paléozoïque. Plus localement, la région de Grand-Lieu a connu plusieurs submersions marines (notamment pendant le Crétacé supérieur et au Pliocène. Pendant le Crétacé, les roches du socle précambrien ont subi une forte altération chimique en lien avec le climat tropical. Lors du retrait maritime à la fin du Crétacé, les dépôts sédimentaires ont été sévèrement érodés. On retrouve de cette époque des dépôts détritiques de galets et de sables rouges. On retrouve, enfin, des alluvions actuelles qui correspondent à des limons, sables et graviers pliocènes remaniés, que l'on retrouve au bord de l'Ognon.
L'analyse de la pédologie, sur le bassin versant de l'Ognon, met en lumière des sols plutôt peu épais, situés sur une roche-mère imperméable. Cependant, ces sols sont très réactifs en cas d'épisodes de pluies soutenues c'est-à-dire que la réponse entre l’événement pluvieux et la crue potentielle peut être rapide.
C'est une commune profondément rurale. Montbert est en effet structurée par une trame bocagère encore importante, emblématique du Grand Ouest français. L'organisation parcellaire de la commune est ainsi caractérisé par l'enclosure des champs cultivés ou des prairies par des haies végétales (arbres, arbustes). C'est un paysage qui se caractérise par une relative horizontalité. On y retrouve une alternance de paysages ouverts ponctués par des boisements.

### Hydrologie et hydrographie

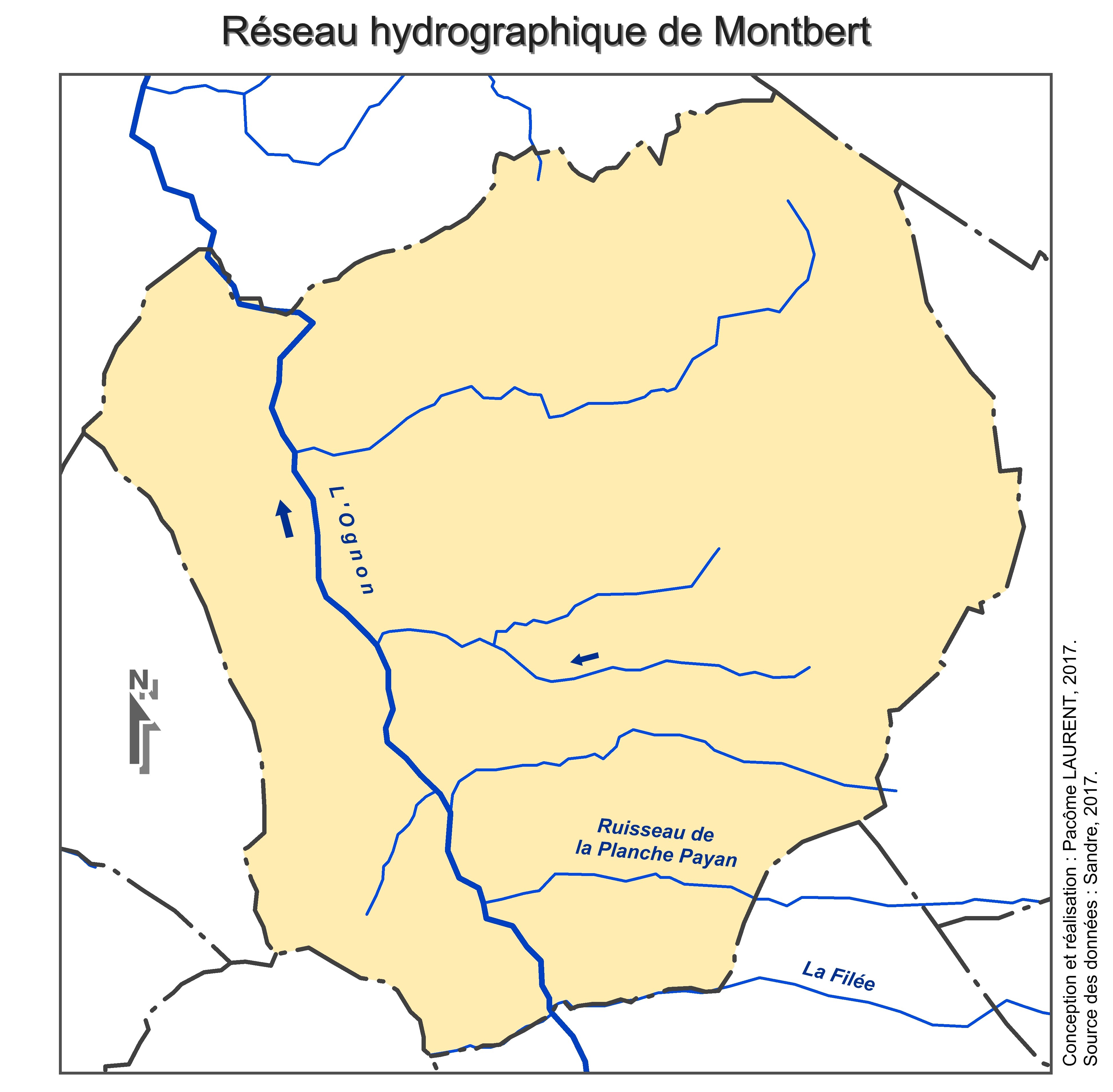
Une commune située dans le bassin versant de l'Ognon.

La commune est traversée par l'Ognon, un affluent de l'Acheneau qui traverse en particulier le lac de Grand-Lieu. C'est le cours d'eau principal de la commune. La rivière prend sa source en Vendée, à Saint-Sulpice-le-Verdon et parcourt au total 49,9 km, sur un bassin versant total de 841 km2. De ce fait, l'intégralité de territoire de la commune se trouve dans le bassin versant de l'Ognon. Son débit est variable selon les saisons, de quelques dizaines de litres par seconde en été jusqu'à trois mètres cubes par seconde en hiver. Des ruptures d'écoulement sont fréquentes en été sur tout le linéaire de la rivière.
Plusieurs cours d'eau de moindre importance s'écoulent à Montbert tels que la Filée qui s'écoule sur 3 km (son principal affluent) ou le ruisseau de la Planche Payan. Ce sont des cours d'eau intermittents ou pérennes. En contact direct avec ces ruisseaux, la commune dispose également de nombreux étangs, à l'instar du plan d'eau de Chantemerle.
La commune a été touchée le 7 juillet 1977 par un épisode orageux notable. C'est la référence locale en matière d'inondation, prise en compte dans la délimitation des zones naturelles du plan local d'urbanisme (PLU). Ce jour-là, un violent orage a effectivement éclaté dans la région nantaise en début d'après-midi. Un record de pluviométrie a été établi à la station météorologique de Bouguenais avec 94,9 mm en 24 heures. C'est sur le bassin versant de l'Ognon que les plus gros dégâts sur les infrastructures et les habitations ont été constatés. Au C.H.S. de Montbert, on a mesuré près de 50 cm de hauteur d'eau dans l’enceinte des bâtiments. Dans le bourg, la crue s'est étendue jusqu'à atteindre le cimetière et la rue de la Gaudine. Plusieurs axes routiers ont également été coupés.

### Climat
Pour des articles plus généraux, voir Climat des Pays de la Loire et Climat de la Loire-Atlantique.
En 2010, le climat de la commune est de type climat océanique franc, selon une étude du CNRS s'appuyant sur une série de données couvrant la période 1971-2000. En 2020, Météo-France publie une typologie des climats de la France métropolitaine dans laquelle la commune est exposée à un climat océanique et est dans la région climatique Bretagne orientale et méridionale, Pays nantais, Vendée, caractérisée par une faible pluviométrie en été et une bonne insolation.
Pour la période 1971-2000, la température annuelle moyenne est de 12,1 °C, avec une amplitude thermique annuelle de 13,7 °C. Le cumul annuel moyen de précipitations est de 818 mm, avec 12,6 jours de précipitations en janvier et 6,3 jours en juillet. Pour la période 1991-2020, la température moyenne annuelle observée sur la station météorologique de Météo-France la plus proche, « Haie-Fouassière », sur la commune de La Haie-Fouassière à 13 km à vol d'oiseau, est de 12,8 °C et le cumul annuel moyen de précipitations est de 858,5 mm,. Pour l'avenir, les paramètres climatiques de la commune estimés pour 2050 selon différents scénarios d'émission de gaz à effet de serre sont consultables sur un site dédié publié par Météo-France en novembre 2022.

### Voies de communication et transports

#### Anciennes voies de communication

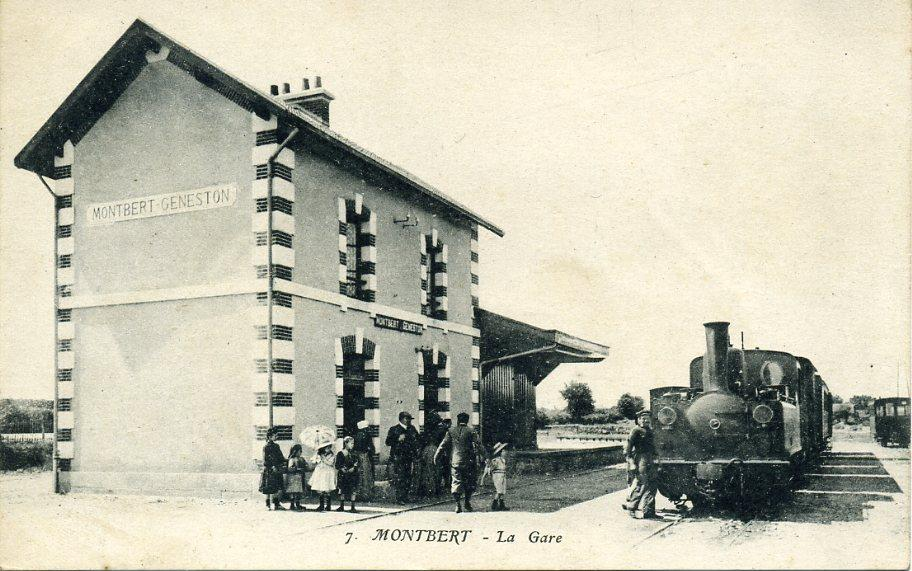
Carte postale représentant l'ancienne gare de Montbert.

Avec le développement du rail dans la seconde moitié du XIXe siècle, de nombreuses lignes ferroviaires à voie étroite sont construites en Loire-Inférieure, pour faciliter les transports dans un monde rural jusque-là peu desservi. Dans ce contexte, Montbert est relié à Nantes grâce au réseau ferré avec le passage de la ligne à voie métrique Les Sorinières-Rocheservière. Cette ligne est mise en service en deux temps :
- un premier tronçon, situé entièrement dans le département de la Loire-Atlantique. Long de 36 km, il est inauguré le 22 novembre 1903 et permet de relier deux communes du sud du département : Les Sorinières et Vieillevigne.
- un prolongement, de 6 km, inauguré le 1er janvier 1908. Il relie la commune de Vieillevigne à celle de Rocheservière en Vendée, et devient ainsi le nouveau terminus de la ligne[17].

Cette ligne est exploitée par la Compagnie française de chemins de fer à voie étroite (CFVE), une société anonyme qui gère également la ligne à voie métrique Nantes-Legé. Venant depuis Le Bignon, la ligne à voie métrique traversait l'Ognon, marquait un arrêt au niveau des Chaises et rejoignait sur sa frange nord le bourg de Montbert, avant de retraverser la même rivière, marquer de nouveau un arrêt au Claveleau et rejoindre Aigrefeuille. À l'ouest du bourg, se trouvait la gare de Montbert-Geneston.
Cependant, le tracé tortueux de la ligne d'une longueur d'environ 40 km entre Vieillevigne et Nantes, qui répondait au besoin de desservir un maximum de communes, est rapidement devenu un handicap face à la concurrence de la route. La ligne ferroviaire fut donc définitivement fermée le 1er mai 1935, dont la distance n'était alors que de 32,5 km.

#### Voies de communication et transports actuels
Montbert est traversée sur son territoire par trois routes départementales structurantes :
- la D137 reliant Saint-Malo (Ille-et-Vilaine) à Bordeaux (Gironde), qui constitue la limite communale avec Château-Thébaud[19] ;
- la D117 reliant Machecoul (Loire-Atlantique) à Clisson (Loire-Atlantique), desservant également Geneston et Aigrefeuille-sur-Maine[20] ;
- la D57 reliant Le Bignon (Loire-Atlantique) à La Planche (Loire-Atlantique)[21].

Depuis son ouverture en 1991, la commune est desservie du nord-est au sud-est par l'autoroute A83/E3. En 2016, un péage autoroutier (sortie no 3 : Aigrefeuille-sur-Maine) a été édifié et dessert les pôles urbains locaux que sont : Aigrefeuille-sur-Maine, Montbert, Saint-Philbert-de-Grand-Lieu, Ancenis, Clisson.
En matière de proximité à des principaux équipements aéroportuaires et ferroviaires, Montbert se trouve à 20 km de l'aéroport de Nantes-Atlantique ainsi qu'à 25 km de la gare SNCF de Nantes. Cette commune est également desservie par la ligne no 362 du réseau de transport régional Aléop. La ligne circule entre Nantes (Pirmil), Rezé, Les Sorinières, Le Bignon, Montbert, Geneston, La Planche et Vieillevigne. Cette commune bénéficie d'un service complémentaire de proximité de transport à la demande.

## Urbanisme

### Typologie
Au 1er janvier 2024, Montbert est catégorisée bourg rural, selon la nouvelle grille communale de densité à sept niveaux définie par l'Insee en 2022.
Elle appartient à l'unité urbaine de Geneston, une agglomération intra-départementale regroupant deux  communes, dont elle est une commune de la banlieue,,. Par ailleurs la commune fait partie de l'aire d'attraction de Nantes, dont elle est une commune de la couronne,. Cette aire, qui regroupe 116 communes, est catégorisée dans les aires de 700 000 habitants ou plus (hors Paris),.

### Occupation des sols
L'occupation des sols de la commune, telle qu'elle ressort de la base de données européenne d’occupation biophysique des sols Corine Land Cover (CLC), est marquée par l'importance des territoires agricoles (91,1 % en 2018), en diminution par rapport à 1990 (92,7 %). La répartition détaillée en 2018 est la suivante :
zones agricoles hétérogènes (39,6 %), terres arables (31,3 %), prairies (19,1 %), zones urbanisées (4,9 %), forêts (2,8 %), mines, décharges et chantiers (1,2 %), cultures permanentes (1,1 %). L'évolution de l’occupation des sols de la commune et de ses infrastructures peut être observée sur les différentes représentations cartographiques du territoire : la carte de Cassini (XVIIIe siècle), la carte d'état-major (1820-1866) et les cartes ou photos aériennes de l'IGN pour la période actuelle (1950 à aujourd'hui).

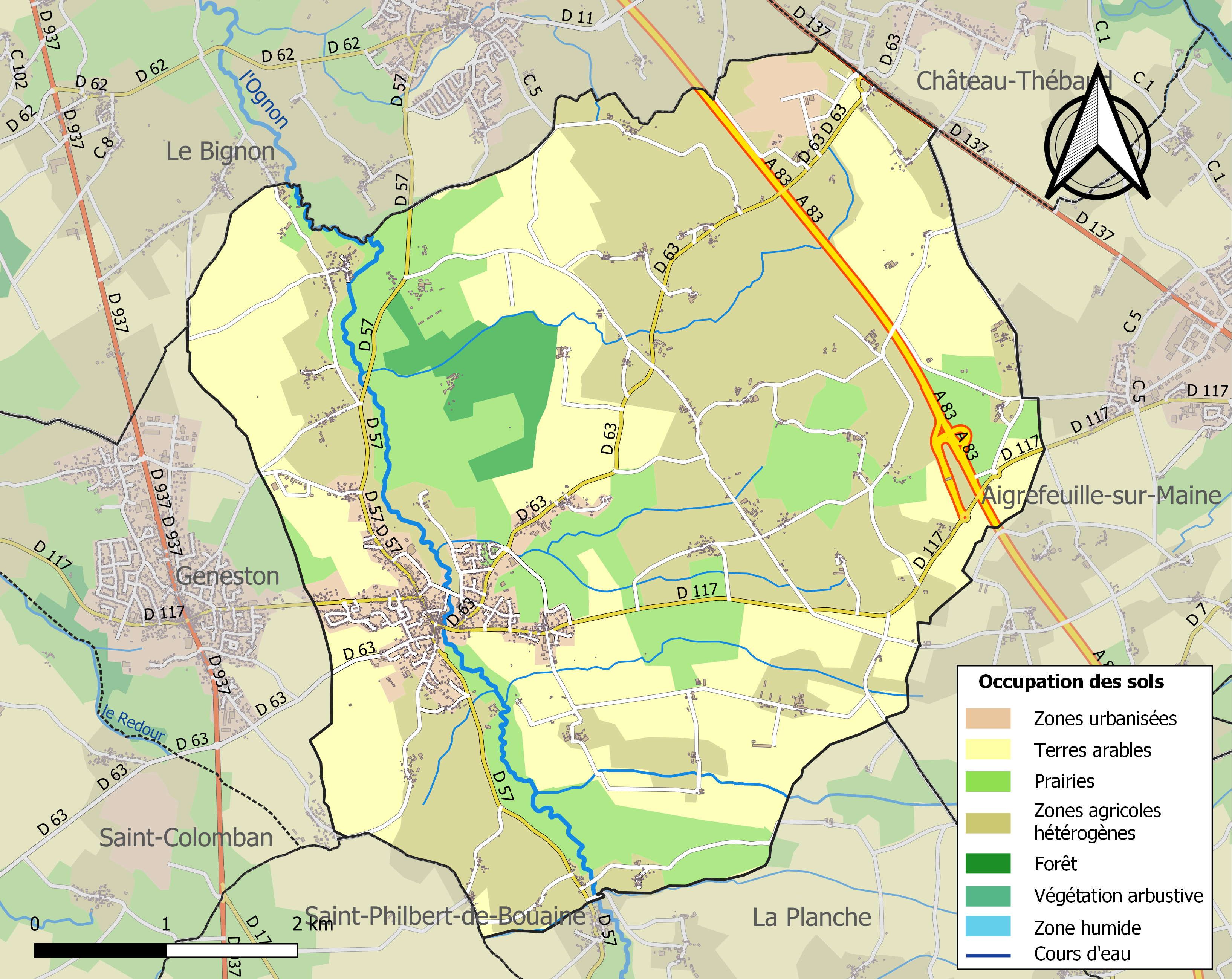
Carte des infrastructures et de l'occupation des sols de la commune en 2018 (CLC).

### Morphologie urbaine

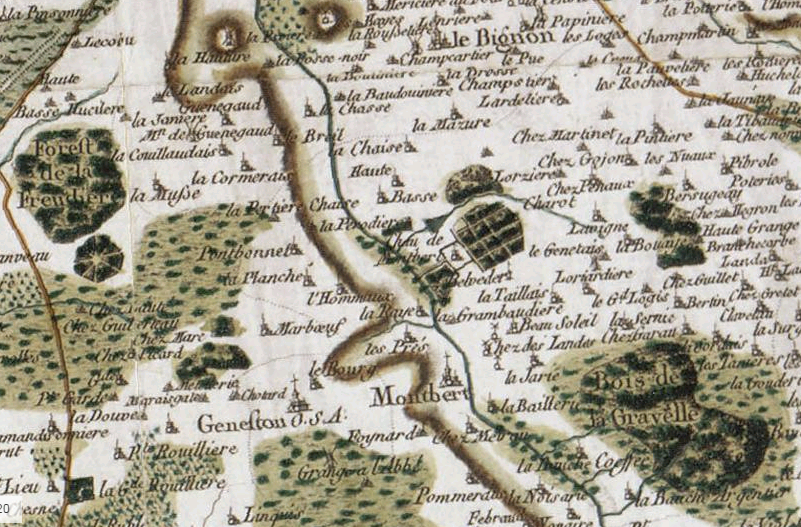
Carte de Cassini (XVIIIe siècle) centrée sur Montbert.

Le bourg de Montbert s'étale actuellement au sud-est de la commune, tout proche du bourg voisin de Geneston qui se trouve à 1,5 km. La structure du bourg est dite « en carrefour », puisqu'il s'est développé en étoile le long de plusieurs routes départementales et communales desservant les communes voisines. L'Ognon est l'axe de développement historique du bourg tout au long de son histoire. Cet habitat groupé s'est originellement constitué sur la rive droite (ou l'ouest) de la rivière. La place de l'église, située au point de convergence des axes de transport est l’élément remarquable qui symbolise cette concentration urbaine à proximité de l'Ognon. C'est dans le bourg que l'on retrouve les équipements, services et commerces traditionnels. Les habitats sont denses et prennent la forme des maisons de ville mitoyennes. Hormis le bourg qui est la centralité de la commune, le territoire est composé de nombreux hameaux qui se sont formés avec la mise en culture des terres et l'implantation successive de métairies. Sous l'Ancien Régime, comptait parmi ses hameaux les plus importants la Brenière (quinze métairies), Geneston (douze métairies), Belle-cour (six métairies) et les Ridelières (six métairies).
Les premières photographies aériennes de Montbert en 1949 montrent, en un siècle, une extension urbaine modeste qui se développe en linéaire et gagne en épaisseur : le long de la rue de la Gare, de la rue des Prés ou la rue de la Poste. On trouve à proximité du bourg des concentrations de population dans des hameaux de plus en plus peuplés (le Croissant, la Jarrie). Le mitage urbain se poursuit et quelques hameaux apparaissent[réf. souhaitée].
À partir du début des années 1970, Montbert connaît une nouvelle phase d'extension urbaine, en lien avec un processus de périurbanisation à l'œuvre autour de l'agglomération nantaise. Le bourg s'agrandit et absorbe les hameaux proches comme la Jarrie. L'étalement urbain devient progressivement moins dense au fur et à mesure de l'éloignement au centre-bourg du fait du développement de la maison individuelle. La maison de style nantais est typique de cette période. La rive gauche (ou l'est) de l'Ognon connaît un dynamisme avec le développement de la Gaudine ou encore de la Teillais et la construction du complexe sportif du Moulin-Bleu[réf. souhaitée].

Évolution des surfaces bâties depuis deux siècles.

Les années 1990 et 2000 constituent un nouveau tournant pour la commune, avec une nouvelle phase de périurbanisation. Cette fois-ci, la municipalité amorce le développement de plusieurs lotissements, qui devient le principal moteur de l'extension urbaine dans la commune. Pour assurer un développement économique sur le territoire de Montbert, la municipalité a mis en place plusieurs zones d'activités. Ces zones économiques qui accueillent des entreprises industrielles, artisanales, commerciales et de services sont actuellement au nombre de trois :
- la zone d'activité des Forêts, créée de facto. C'est la plus petite zone (2,2 hectares) mais aussi la plus ancienne. Située au niveau de la Jarrie, elle y emploie une vingtaine de personnes au sein de 3 entreprises (par exemple : Point P) ;
- la zone d'activité des Champs Brossard, créée en 1990. D'une superficie de 4,8 hectares, cette deuxième Z.A. accueille 13 entreprises regroupant 120 employés, au nord du centre-bourg. C'est dans cette zone économique que l'on retrouve le plus grand employeur de la commune : la charcuterie-salaisons Piveteau. Cette dernière emploie la moitié des travailleurs de cette zone artisanale ;
- la zone d'activité de la Raye, la plus récente, créée en 2009. Elle repose actuellement sur une superficie de 4,1 hectares, mais une extension de 4 hectares est envisagée à l'avenir par la municipalité[M 2]. Cette zone d'activité regroupe 6 entreprises qui emploient une cinquantaine de personnes ;

En 2017, une nouvelle zone d'activité est en construction à Montbert : la Z.A. de la Bayonne. Elle se situe en lieu et place dans l'ancien centre hospitalier spécialisé de Montbert, situé au nord-est de la commune. Elle jouxte la Z.A. du Butay qui se trouve à Château-Thébaud.

### Planification urbaine
La commune est intégrée au sein de la directive territoriale d'aménagement dite DTA « Estuaire de la Loire » depuis 2006. C'est un document d'urbanisme de planification stratégique à l'échelon régional, à l'horizon moyen et long terme. Il s'impose à tous les autres documents d'urbanisme, qui doivent être compatibles juridiquement avec lui. La DTA formule un cadre particulier de mise en œuvre des actions dans le domaine de l'aménagement du territoire, de l'urbanisme ou de l'environnement. À l'échelle de la commune, la DTA formule plusieurs orientations stratégiques : une urbanisation mieux réfléchie, l'affirmation du développement durable comme enjeu fondamental et la préservation et la mise en valeur des espaces naturels et agricoles, les sites et les paysages ruraux.

La municipalité, avec son PLU, souhaite un développement raisonné des surfaces bâties.

À l'échelon intermédiaire, Montbert fait partie du schéma de cohérence territoriale nommé SCoT du pays de Retz, depuis son approbation le 28 juin 2013. Il est l'aboutissement d'un projet porté par 6 intercommunalités et 38 communes du pays, qui concerne près de 150 000 habitants. Le ScoT est ainsi le cadre des projets d'aménagement qui ont lieu dans la commune et sert de référence au plan local d'urbanisme. Entre autres, parmi les objectifs fixés dans ce schéma on peut citer : la réduction de l'étalement urbain, l'arrêt du mitage des espaces naturels et agricoles, la facilitation des relations entre les communes et l’accès aux transports collectifs, le développement de l’emploi et soutien au développement des entreprises, la protection des paysages et la préservation de la ressource en eau.
À l'échelle communale, Montbert s'est dotée d'un plan local d'urbanisme qui a été approuvé en décembre 2013. Il a également été modifié en juillet et septembre 2016. Il sert de référence à l'instruction des diverses sollicitations d'occupation et d'utilisation du sol : certificats d'urbanisme, permis de construire, permis d'aménager… Le territoire est donc divisé en plusieurs zones mentionnées dans le règlement (urbaine, à urbaniser, agricole ou naturelle et forestière) et traduites sous forme d'un document graphique (voir l'extrait du PLU ci-dessus). Tout en étant compatible avec les deux documents d'urbanisme précédemment cités ainsi que d'autres documents thématiques, la municipalité a notamment axé les objectifs de son PLU sur :
- la maîtrise de la consommation du foncier agricole, en favorisant le développement urbain au niveau des dents creuses ;
- la lutte contre le mitage des terres agricoles ;
- le développement de zones d'activités économiques (Z.A. de la Raye, Z.A. de la Bayonne).

### Logement

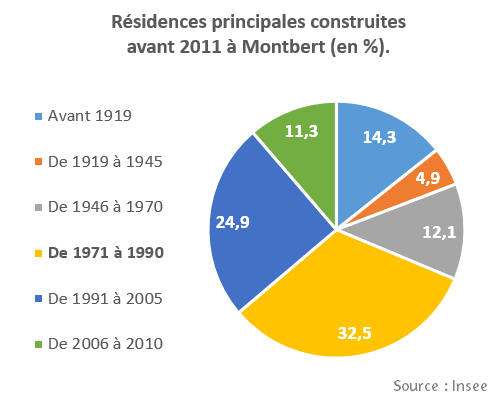
À Montbert, une majorité de logements construits entre 1971 et 1990.

La commune disposait de 1 214 logements en 2013. Commune rurale peu dense, elle concentre quasi-exclusivement des maisons (98,3 %) et très peu d'appartements (1,6 %). À Montbert, on trouve également peu de résidences secondaires et logements occasionnels (seulement 1,1 %) et peu de logements vacants (5,3 %). Entre 2008 et 2013, 64 logements ont été construits, ce qui témoigne d'une dynamique résidentielle caractéristique des communes rurales périurbaines.
Concernant la taille des logements dans la commune, un logement sur quatre compte quatre pièces. Plus de la moitié des logements (58,3 %) comptent plus de cinq pièces. À l'inverse, il y a seulement 11 studios (soit 1,1 % du total des logements) et 39 deux-pièces (soit 3,4 %) à Montbert. Ces chiffres montrent une fois de plus la situation géographique de la commune en couronne périurbaine et la place prépondérante de la maison individuelle, la maison de ville dans une moindre mesure, dans l'ensemble des logements de Montbert. En moyenne, les logements dans la commune comportent 4,7 pièces, ce qui correspond à 1,8 pièce par personne.
Comme le montre l'infographie ci-contre, 32,5 % des résidences principales ont été construites entre 1971 et 1990. C'est cette période qui est la plus représentée dans le parc de logement montbertain et qui peut être liée à la première phase de périurbanisation qu'à connue la commune. Elle peut être mise en relation avec la croissance démographique vigoureuse dans la même période. La période allant de 1991 à 2005 est également bien représentée (une résidence principale sur quatre). Elle correspond à la seconde phase de périurbanisation constatée dans les années 1990-2000. A contrario, les résidences principales qui ont été construits avant la Seconde Guerre mondiale ne représentent que 19,2 % du parc de logement.
Si l'on se place du point de vue des ménages et non des logements, 1 624 ménages (soit 57,7 % de l'ensemble) ont emménagé depuis plus de dix ans dans leur logement actuel. On constate même que 27,2 % des ménages sont présents dans leur logement actuel depuis plus de trente ans. À l'inverse, 99 ménages (soit 8,7 %) se trouvent dans leur logement depuis moins de deux ans. Le marché du logement de la commune apparaît donc plutôt dynamique.
En ce qui concerne le type d'occupation du logement, la commune connaît en majorité des propriétaires. Quatre résidences principales sur cinq sont occupés par des propriétaires, en 2013 ; le cinquième étant occupé par un locataire. Les propriétaires de la commune sont présents dans leur logement depuis plus longtemps que les locataires : en moyenne 21,7 ans pour un propriétaire contre 5,2 ans. Ce contraste est logiquement associé au type d'occupation du logement qui influe sur la durée d'occupation. Plus globalement, les Montbertains sont présents dans leur logement depuis 18,6 ans.
Les ménages résidant à Montbert disposent massivement d'une automobile (95,6 %). Ce taux est stable entre 2008 et 2013 avec seulement 0,2 point de pourcentage de plus. Parmi ces ménages, une majorité sont bi-motorisés ou plus (55,0 %), une minorité ne disposant seulement que d'une voiture (40,6 %). Enfin, sur les 1 137 ménages montbertains, 960 ménages c'est-à-dire 84,4 % des ménages ont un emplacement réservé au stationnement. Les ménages dépendent donc fortement de l'automobile pour leurs déplacements.

### Risques naturels
Concernant le risque sismique, le décret no 2010-1255 du 22 octobre 2010 divise le territoire métropolitain en cinq zones de sismicité. Montbert est classée, à l'image de toute la partie sud de la Loire-Atlantique, en zone de sismicité modérée (3),. Ce risque est, ainsi, pris en compte dans le code de l'urbanisme, qui impose la prise en compte des risques dans les documents d'urbanisme (PLU, etc.), qui réglementent la délivrance des permis de construire, en particulier dans les zones exposées.
Le risque inondation est également présent dans la commune, en lien direct avec l'Ognon qui s'écoule et traverse le centre-bourg. La crue de juillet 1977 est le dernier épisode marquant d'inondation en date, ayant causé de lourds dégâts matériels sur les infrastructures et habitations de part et d’autre du lit mineur du cours d’eau. En matière de prévention du risque, la commune n'est pas couvert par un plan de prévention du risque inondation (PPRI). Un atlas des zones inondables (AZI) a néanmoins été réalisé en 2009 par les services de l’État, sur le territoire du bassin versant de Grand-Lieu ainsi que les vallées du Tenu et de l'Acheneau. La commune est aussi intégrée dans le programme d'actions de prévention contre les inondations (PAPI) de la Sèvre nantaise, labellisé en 2011.
Deux arrêtés portant reconnaissance de l'état de catastrophe naturelle ont été pris ces dernières décennies. Le premier portant sur des mouvements de terrain consécutifs à la sécheresse, le 14 janvier 1992 ; le second portant sur les inondations, coulées de boue et mouvements de terrain consécutifs aux tempêtes de 1999, le 29 décembre 1999.

## Toponymie
Le nom de la localité est attesté sous la forme latinisée Mons Teberti en 1150.
Il s'agit d'une formation toponymique médiévale, basée sur l'ancien français mont « élévation, colline, mont » (issu du latin montem), suivi de l'anthroponyme de type germanique Tetbertus, d'où le sens global de « la colline de Tetbert ».
Montbert se trouve à la limite territoriale entre le poitevin et le gallo. En gallo, son nom est Montebert selon l'écriture ABCD; Mondbèrt selon l'écriture MOGA ou Montebèrt selon l'écriture ELG. En gallo, le nom de la commune se prononce [mɔ̃dbɛʁ].
La forme bretonne actuelle proposée par l'Office public de la langue bretonne est Monteverzh.

## Histoire
Pour des articles plus généraux, voir Histoire de la Bretagne et Histoire de la Loire-Atlantique.

### Préhistoire

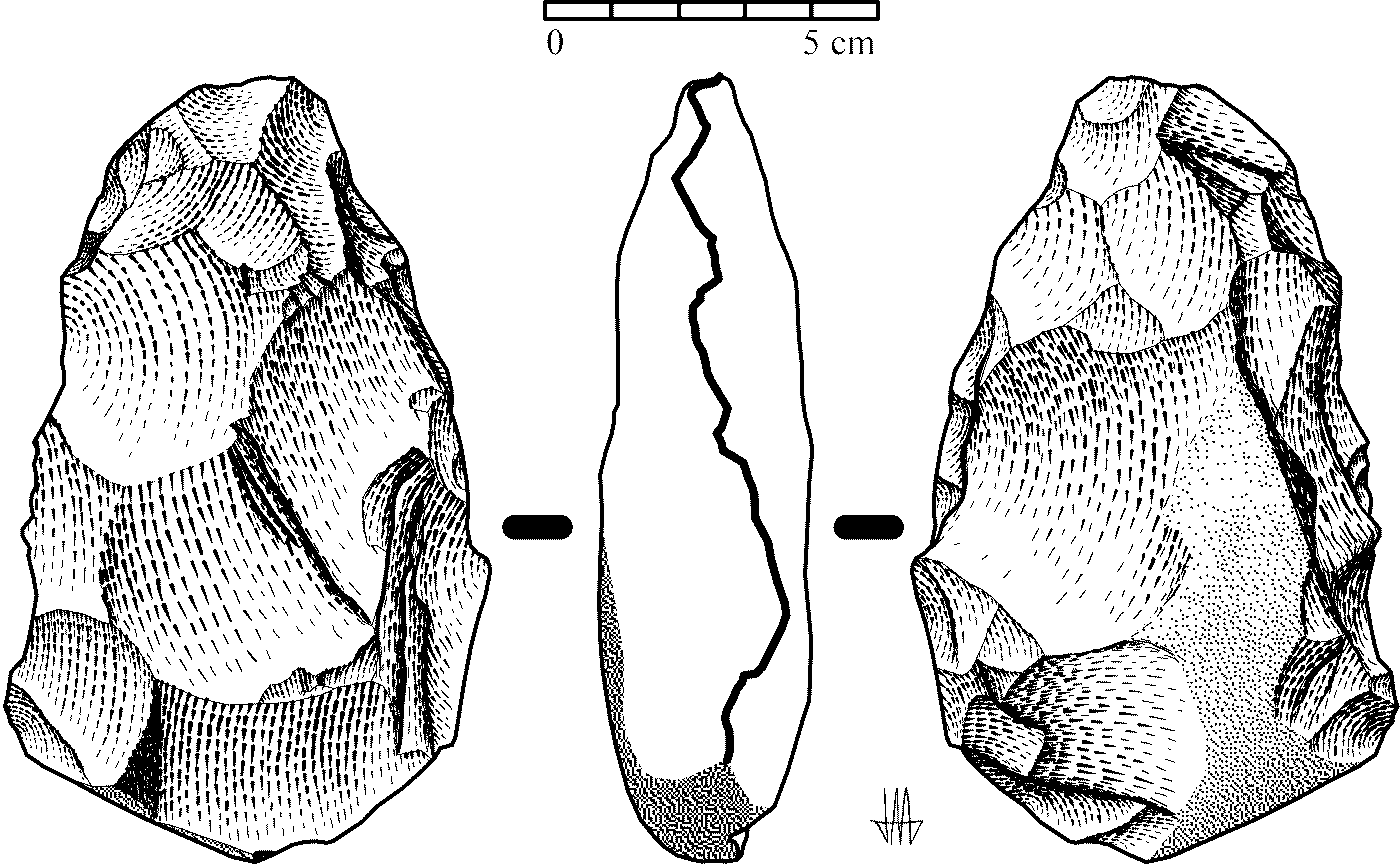
Représentation de bifaces acheuléens comparables à ceux des sites montbertains.

L'analyse des affleurements à Montbert par de nombreux groupes d'études préhistoriques permet aujourd'hui de considérer Montbert comme le plus ancien site connu d'occupation humaine en Loire-Atlantique, alors que les stations paléolithiques sont rares et diffuses dans l'ouest de la France et notamment dans le département. À ce titre, la commune est un haut-lieu dans la région pour les préhistoriens et passionnés de cette période. Plusieurs stations ont pu être mises au jour près de l'Ognon : les stations de l'Ouchette, du Pas-Chalène (en 1878), du Pornard et de la Brenière. Elles ont été le lieu d'extraction et de taille de quartzites par de nombreuses générations d'homo erectus, d'homo néanderthalensis puis d'homo sapiens pendant le paléolithique.
Cette industrie paléolithique se trouve dans l'humus ainsi que la couche sablonneuse des basses terrasses, situées entre 5  et   8 mètres au-dessus de la rivière. Les outils sont pour la majorité faits à partir d'un grès siliceux, dénommé « quartzite de Montbert » en 1958 par un géologue de la Société Nantaise de Préhistoire. C'est une roche facile à tailler, mais aussi facilement cassable ce qui explique que de nombreux déchets aient pu être trouvés un peu partout à Montbert.
Le paléolithique moyen (entre 350 000 et 200 000 av. J.-C.) est la période préhistorique où les hommes ont laissé le plus de traces de leur passage dans la commune. De nombreux bifaces, grattoirs, racloirs, pointes et rabots ont ainsi pu y être inventoriés. Des bifaces acheuléens (datant du paléolithique inférieur) très primitifs ont été découverts sur le site de la Brenière et de la Grambaudière. Les Hommes débitaient ainsi la pierre pour obtenir des éclats, qui étaient ensuite retouchés pour en faire des outils. Ils étaient utilisés pour la chasse, le travail de la peau ou pour d'autres activités de la vie courante. À cette époque c'est l'Homme de Néandertal, ayant vécu jusqu'à 30 000 av. J.-C. qui a passé le plus de temps à Montbert.

### Antiquité
Il y a très peu de données concernant cette période à Montbert. Le seul élément de l'Antiquité qui puisse être attesté est la trace d'une voie romaine édifiée par les Gallo-romains et traversant la commune. Cette voie romaine d'une longueur de 34 km, qui reliait Rezé (Ratiatum) à Saint-Georges-de-Montaigu (Durinum), était une section de la voie de Nantes à Limoges. Elle servait au transport du minerai d'étain du littoral atlantique jusqu'à Lyon (alors dénommée Lugdunum).
Cette voie entrait sur le territoire communal par le Sud au niveau de la Maisonneuve et en sortait près des Ridelières pour rejoindre Le Bignon puis Les Sorinières. Elle peut être aujourd'hui vue depuis le ciel et en certains endroits de la commune. Elle prend la forme d'une longue ligne droite qui s'étire entre les hameaux de la Croix (Montbert) et la Guéraudière (La Planche). Sur cette portion, la chaussée est surélevée d'environ 80 cm par rapport aux champs environnants. La structure de la voie apparaît par endroits, sous forme d'un empierrement caractéristique de grès rougeâtre, qu'on retrouve sur toute la longueur du tracé identifié.
De cette période, on peut également retenir la découverte d'une pince à épiler en tôle de bronze sur le site des Majoires, un ponceau mégalithique entre le bourg et la Bauche-coiffée (mais détruit avec la mise en place du plan d'eau de Chantemerle). Plusieurs enclos quadrangulaires ont existé dans les hameaux de la Sauzaie, de la Gîte, de la Noë, de la Renaudière, de la Grande Lande, de la Gravelle, du Bois-joli ou encore de la Pommeraie.

### Moyen Âge

#### Une Histoire intimement liée aux Marches de Bretagne
Pour un article plus général, voir Marche de Bretagne.

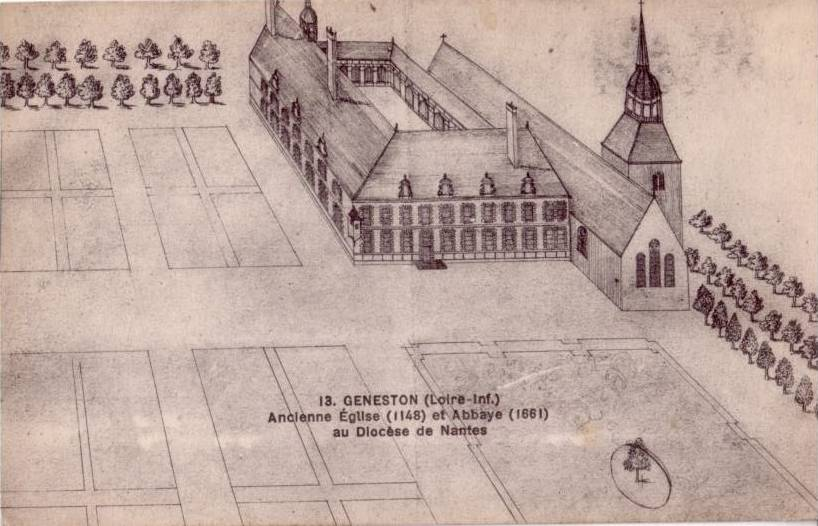
L'ancienne église et abbaye Sainte-Marie-Madeleine de Geneston.

C'est vers le VIe siècle que le bourg de Montbert se fixe dans la vallée de l'Ognon, au croisement des voies reliant Nantes à Vieillevigne et Clisson au Pays de Retz. Cependant, aucune trace écrite ne mentionne l'existence de Montbert avant le XIIe siècle. Entre le VIIIe siècle et 1532, date à laquelle le duché de Bretagne est rattaché au royaume de France, Montbert fait partie des Marches de Bretagne communes avec le Poitou. Toutefois, la paroisse est alors avantagère à la Bretagne. Ce statut des marches étant mis en place comme un compromis pour mettre fin aux querelles sans fin entre la Bretagne, le Poitou et l'Anjou. Les frontières de ce territoire tampon furent particulièrement fluctuantes au cours du Moyen Âge : ce n'est qu'en 943 qu’une entente entre Alain Barbetorte, comte de Nantes et Guillaume III, comte de Poitiers permit de régler les limites de leurs seigneuries respectives. La haute justice de Montbert relevait en ce temps de la châtellenie de Clisson[réf. souhaitée].
En 1148, sous le règne de Louis VII le Jeune, viennent s'établir à Geneston une demi-douzaine de moines envoyés par Bernard, évêque de Nantes. Geneston était, à cette époque, un village pourvu d'une chapelle et d'une léproserie placée sous le patronage de sainte Marie-Madeleine. À l'heure où Louis VII répondait à l'appel de Saint Bernard pour la deuxième croisade, le pape Alexandre III confirmait en 1163 par une bulle, la fondation du monastère de Geneston. À ce monastère est alors affecté l'église de Montbert et ses dépendances, qui existe déjà depuis longtemps. C'est le premier document de l'Histoire témoignant de l’existence de Montbert.
Au Moyen Âge, Montbert est en fait un territoire divisé et rattaché à plusieurs aires géographiques. Une portion du territoire de Montbert appartient à l'abbaye de Sainte-Marie-Madeleine de Geneston (au total 200 hectares comprenant les hameaux de la Pommeraie, la Baillererie et la Foi), dépendant de Saint-Augustin d'Angers. L'autre partie du territoire montbertain appartient à l'abbaye de Villeneuve (au total 250 hectares comprenant les hameaux des Hautes-granges, la Thébauderie, les Huronnières, la Pinterie et l'Orendière). Les religieuses de La Regrippière possèdent le hameau de Branche Corbe et ses environs. Les propriétés laïques étaient dans l'ordre d'importance : la Brenière (avec quinze métairies), Belle-Cour (avec six métairies), les Ridelières (avec six métairies), et le Bois-joli.
La guerre de Cent Ans (qui dura de 1337 à 1453) eut d'effroyables effets dans la région de Montbert. En 1360, le territoire montbertain se trouve dans la zone occupée par les Anglais en accord avec le comte de Nantes et le duc de Bretagne. Le capitaine anglais Walter Huet établit son poste de commandement au port du Collet, près de Bourgneuf-en-Retz. En 1420, alors que Jean V de Bretagne est fait prisonnier par surprise à Champtoceaux, Marguerite de Clisson fait occuper tout le sud de la Loire par des garnisons étrangères qui firent beaucoup de dégâts dans le comté nantais. Montbert est ainsi placé sous l'obédience d'un certain Robin de La Touche, fils du sieur de La Limouzinière, qui en est qualifié « haut justicier sous la suzeraineté des Clisson ». En 1427, Jean V change de camp et passe à la cause anglaise, moyennant quoi, Henri VI d'Angleterre le confirme dans tous ses privilèges. Les raids sur les campagnes se poursuivent au cours de la guerre de Cent ans, qui couvre de ruines et de désolation l’ensemble de la région. En effet, dans le même temps, la guerre de Succession déchire la Bretagne, avec ses incessants changements de position (elle prend part alternativement pour le Roi de France puis pour le Roi d’Angleterre). Il en résulte une véritable anarchie dans laquelle Montbert, dans sa position de marche, est à maintes reprises ravagée[réf. nécessaire].

#### Des seigneurs et châtelains à Montbert

Blason de la famille Charette de Montebert.

À partir du XIIe siècle, des noms de seigneurs apparaissent dans les actes. Néanmoins, ils ne résident pas forcément à Montbert. Dans la bulle pontificale d’Alexandre III en 1163, à la fondation du monastère de Geneston, un Hoaut fait donation de la pierre folle. Les Goheau, seigneurs de Saint-Aignan se retrouvent dans l’histoire de l’abbaye de Geneston comme donateurs en 1216 de la Vieille Foye. En 1398, les seigneurs de Touffou sont propriétaires à Montebert des fermes du Pébrol, des Loges, de la Pintière, du Marchais-giraud et du Butay. En 1420, Robin de la Touche est qualifié seigneur, haut justicier de la paroisse de Montebert sous la suzeraineté du seigneur de Clisson.
Les propriétaires du château sont aussi qualifiés seigneurs de Montebert car, en étant propriétaires, ils étaient seigneurs selon le principe féodal de la fusion de la propriété et de la souveraineté. C'est un principe qui régissait la France au XVIIe et XVIIIe siècles. Autrefois, cette souveraineté n’était ni absolue ni universelle : ni absolue, car ces droits étaient eux-mêmes subordonnés aux juridictions supérieures de Nantes, de Bretagne ou de Paris ; ni universelle, car d’autres seigneurs jouissaient de droits similaires pour les biens qu’ils détenaient sur le territoire de Montbert. Le seigneur était surtout un justicier, un juge de paix, disposant à ce titre de fonctionnaires : notaire, greffier, maréchal, procureur et au bourg d’un tribunal d’auditoire. C’est ce qu’on appelle les droits de haute, moyenne, et basse justice.
Les premiers seigneurs connus qui régnèrent sur la Brenière furent les La Touche-Limouzinière. Les Charette et leurs successeurs — Montmorency, de Tollenare et de Menou — apparaissent sur les actes à partir du XVIe siècle et jusqu'au XVIIIe siècle. Le titre de seigneur disparaîtra après la Révolution française.

### Temps modernes

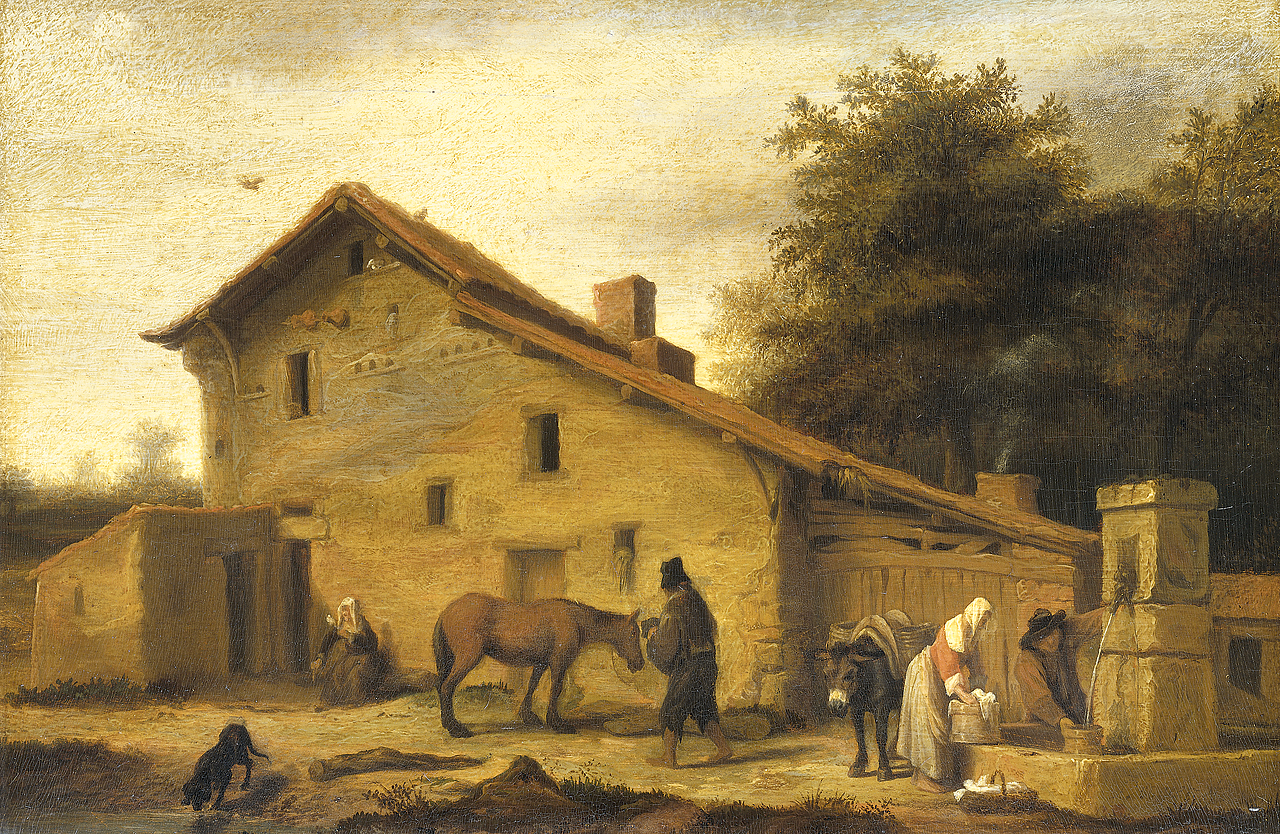
Une auberge à Montbert, huile sur bois,, Amsterdam, Rijksmuseum.

Du XVe siècle jusqu'à la Révolution française, Montbert connaît une période plus calme. Les villageois attachés à leurs traditions ne se sentent pas concernés par les guerres de religion : métairies et fermes recouvrent la paroisse. Cependant, les conflits armés à l’étranger et les guerres civiles qui tiraillent le royaume de France aboutissent à l’accroissement considérable des impôts auxquels n’échappe pas la population locale entraînant une récession globale dans la région. Des hivers très rigoureux suivis de sécheresse entraînant des périodes de disette et d'épidémies (la peste en particulier) mentionnés par les registres paroissiaux ne font qu’alourdir la situation. Contrairement aux paroisses voisines, Montbert eut donc peu à souffrir des conflits civils et militaires en eux-mêmes, mais cette période de l’histoire a semé le trouble dans les consciences. La paroisse ayant subi le contrecoup de la Réforme protestante et des guerres de Religion successives. Cette époque troublée mit à feu et à sang certaines provinces françaises et, en particulier, le Poitou voisin.
En 1646, deux peintres et paysagistes originaires d'Amsterdam, Willem Schellinks et Lambert Doomer effectuèrent, à cheval, un tour de France artistique entre Orléans et l'estuaire de la Loire,. Leur périple est l'un des mieux documentés du XVIIe siècle puisqu'ils réalisèrent alors de nombreux dessins dans la région à une époque où la photographie n'existe pas. À leur passage à Montbert, Doomer peignit une auberge à Montbert. Néanmoins, il est impossible de localiser l'endroit d'où cette peinture a été inspirée. Le dessin est aujourd'hui exposé dans le pays d'origine du peintre, dans le Rijksmuseum Amsterdam, aux Pays-Bas.
À la veille de la Révolution française, la paroisse de Montbert, rattachée au diocèse de Nantes, relève civilement de la sénéchaussée de Nantes et, du point de vue religieux, du doyenné de Clisson. Montbert a alors environ 1 800 communiants soit 2 200 habitants, répartis en 300 feux. La population se partage entre le bourg et une soixantaine de hameaux disséminés sur plus de 3 000 hectares.

### Révolution française et Empire

#### Création de la commune et première séparation avec Geneston
Avec la création de la commune comme la plus petite unité administrative française par l'Assemblée constituante en décembre 1789, Jean Deniau fut choisi l'année suivante comme maire, avec pour premier et second officiers municipaux Olivier Hégron et Gilles Pouvreau. Les fonctions de procureur furent confiées au sieur Joseph Augustin Vinet. Un de leurs premiers gestes, au mois de mars 1790, fut d'exprimer à l'administration le rejet du rattachement de Montbert au district de Machecoul, en raison de la distance considérable entre les deux communes. Plainte et vœu demeurèrent lettre morte tout le temps de la Révolution, et ce jusqu’en 1815, toutes les affaires administratives de la commune, y compris les frais, se traitèrent à Machecoul.
Geneston devient une commune à part entière, en 1790. Cependant, la commune est réunifiée à Montbert dès 1796. Cette émancipation rendue éphémère s'inscrit dans le contexte perturbé des guerres de Vendée, dans lesquelles les multiples épisodes de combats impliquant les Genestonnais vont décourager les élus à porter les responsabilités de la commune. Personne ne briguera la succession de la mandature municipale. Des personnalités de Geneston : Jacques Arnaud, Jean Guiberteau et Pierre Ouary vont plaider en 1806, auprès de l’administration départementale, pour une réunification avec Montbert. L'administration acceptera le projet de réunion des deux communes. Le 8 décembre 1807, le conseil municipal de Montbert-Geneston va délibérer sur l’union définitive de la commune de Geneston à celle de Montbert. Le projet sera ainsi adopté par dix voix contre deux.

#### Une commune traumatisée par le passage des «colonnes infernales»
L'abbé Gestin, qui exerçait son autorité sur la paroisse, s'est rapidement positionné comme réfractaire à la Constitution civile du clergé, ce qui entraîna sa destitution. Par la suite, il resta caché dans le pays durant toute la Révolution. A cette période, le parti patriote prend ainsi le pouvoir et gère l'administration de la commune. Néanmoins, les Montbertains restent nombreux à être attachés à l'autorité royale et à la religion. Ces derniers rejoignent ainsi l'Armée catholique et royale du Bas-Poitou et du Pays de Retz également appelée Armée du Marais, commandée par le général François Athanase Charette de La Contrie, puis par Pierre Constant de Suzannet.
Montbert, comme près de 500 autres paroisses, a payé un lourd tribut avec le passage des « colonnes infernales » pendant la période révolutionnaire. Elle subit en particulier le passage de la neuvième colonne infernale commandée par le général de brigade Étienne Jean-François Cordellier-Delanoüe, au mois de février 1794. 35 personnes sont alors exécutées dans la seule journée du 26 février. La colonne infernale poursuivit ensuite sa route en direction de Vieillevigne, Saint-André-Treize-Voies, Saint-Sulpice-le-Verdon, Rocheservière et Mormaison. 45 autres personnes sont également tuées dans la paroisse au mois de mars et d'avril de la même année. De cette période troublée, le bilan fait état d'environ 300 victimes dans la paroisse, de la destruction de 26 maisons par des incendies, et de la destruction de l'église.

### Époque contemporaine

#### XIXesiècle

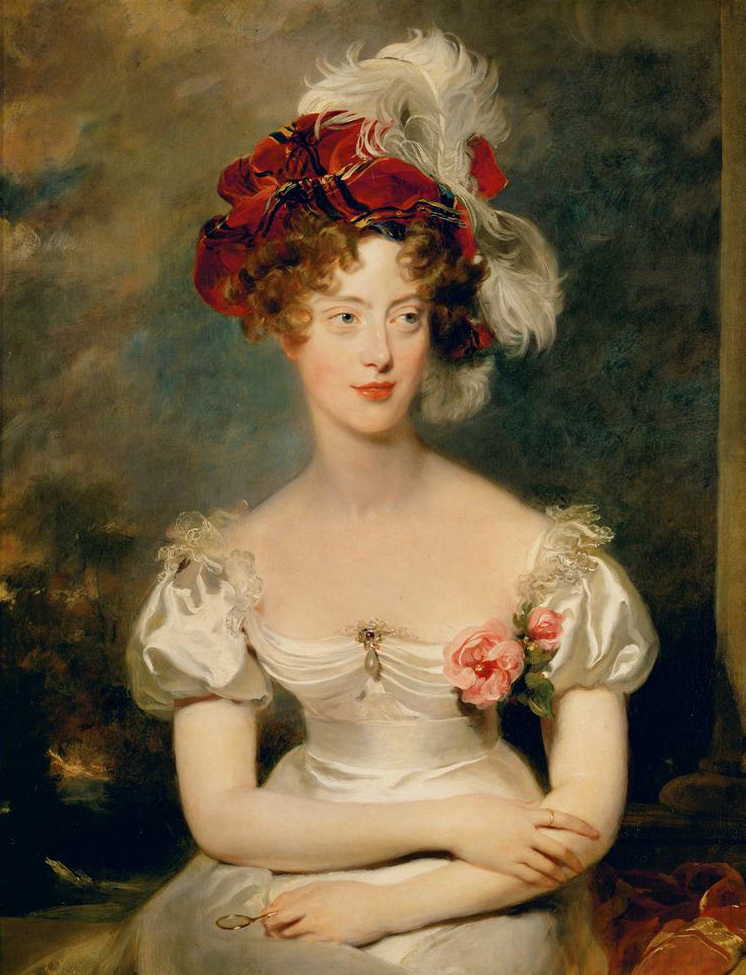
La Duchesse de Berry, en 1825.

Le début du siècle est plutôt calme, il est principalement marqué par la décision du conseil municipal de reconstruire l'église ayant brûlé pendant la Révolution. Elle sera reconstruite entre 1827 et 1834. En 1815, la commune est rattachée au canton d'Aigrefeuille et le restera jusqu'à sa disparition en 2015.
Mais le bruit des armes va encore traverser la commune au mois de mai 1832.
À cette date, Marie-Caroline de Bourbon-Siciles, jeune veuve du Duc de Berry fils de Charles X, est fermement décidée à faire reconnaître par la force les droits de son fils Henry (futur Comte de Chambord) au trône de France alors « usurpé » depuis juillet 1830 par Louis-Philippe (de la branche Orléans). Secondée en exil par quelques fidèles nostalgiques elle a mis au point un projet de soulèvement populaire en France, s'appuyant sur deux foyers royalistes régionaux incontestables. La première partie du plan concerne donc le Midi et la prise de contrôle de Marseille le 30 avril 1832. Mais l'opération, très mal organisée, est un lamentable échec. Le 15 mai, Marie-Caroline réapparaît alors à Saint Hilaire de Loulay, au château de la Preuille, où sont réunis une douzaine des chefs royalistes locaux, pour la deuxième partie de son plan : soulever la « Vendée Militaire ».
À partir de cette date, désormais habillée en paysanne et portant perruque sombre, « Petit Pierre » sillonne continuellement et secrètement le secteur pour tenter d'y lancer le mouvement insurrectionnel. Elle passera de fermes en domaines, par les haies et chemins creux glissants, et surtout la nuit pour éviter les nombreuses patrouilles lancées à sa recherche. Le 17 mai la Duchesse de Berry est transférée au château du Mortier (aujourd’hui détruit) à Remouillé puis au domaine de Bellecour à Montbert. Le 18 et 19 mai elle réside au lieu-dit «Chez Marc » à Geneston (Geneston et Montbert forment alors une seule commune).
Les premiers combats éclatent sporadiquement dans le secteur à partir du 24 mai, jusqu'au 31. Mais, faute de soutien populaire, la tentative se solde encore par un échec. Marie-Caroline se réfugie alors à Nantes où elle parvient le 9 juin avant d'y être arrêtée le 7 novembre. Après quelques mois d'emprisonnement au Fort de Blaye en Gironde, elle est exilée définitivement par Louis-Philippe et résidera désormais en Italie et en Autriche où elle finira sa vie en 1870.
La seconde moitié du XIXe siècle est marquée par la réorganisation territoriale du culte catholique : les paroisses de Geneston et de Montbert jusqu'alors réunies, se reconstruisent. Deux nouvelles églises sont bâties en 1872, respectivement dans les bourgs des deux communes. C'est aussi dans cette période que l'enseignement se développe dans la commune. En 1853, ouvrent les deux premières écoles publiques (garçons et filles). Quatre ans plus tard, la municipalité décide de confier l’école des filles aux Sœurs de Saint-Gildas. L’école des garçons aux Frères de Saint-Gabriel de Saint-Laurent-sur-Sèvre en 1859. Néanmoins, l'école des garçons redevient une école publique dès 1877. C'est en 1886, qu'est construite l'actuelle mairie et l'actuelle école publique René-Cassin. L'actuelle école privée Saint-Joseph a été construite peu de temps après, en 1891.
Onze soldats montbertains sont morts lors de la guerre franco-allemande de 1870.

#### XXesiècle

Bannière (face recto) de la jeunesse agricole chrétienne de Montbert.

Bannière (face verso) de la jeunesse agricole chrétienne de Montbert.

Au cours des XIXe et XXe siècles, la révolution agricole et la révolution industrielle permettent au secteur artisanal (textile, tuilerie, maçonnerie, tannerie) de se développer tout comme le secteur agricole. Avec la modernisation des outils de production et des pratiques agricoles, les grosses propriétés s'émiettent favorisant la multiplication des exploitations agricoles. Sous l'impulsion d’hommes instruits et, en particulier des prêtres à Montbert, animant les comices agricoles, des cercles d'études se développent. Ces prêtres, qui sont rares à accepter la modernisation et l'industrialisation de leur région, vont souhaiter prendre un rôle dans cette modernisation de l'agriculture. Le but étant, selon eux, d'avoir une société chrétienne encore plus forte. Ils souhaitent ainsi faire comprendre aux paysans les réalités qui les entourent, et désirent les faire profiter des dernières techniques.

« La paroisse de Montbert, au sud de la Loire-Inférieure, se distingue exceptionnellement à cet égard dans l'ensemble du département, voire du pays. Les prêtres responsables de cet état de chose développent une action tout à fait significative. Regroupant tous les jeunes paysans dans le Groupe Agricole de Montbert, doté d'un bulletin, d'un drapeau, d'un bureau régulièrement élu, ils organisent des cercles d'études qui, une fois par mois, six mois par an, débattent à chacune des séances d'une question religieuse, d'une question sociale ou professionnelle, d'une question d'hygiène ou d'éducation, et ce dès 1901. [...] Ces séances de travail vont durer une vingtaine d'années, et réunissent pratiquement tous les jeunes gens, qui doivent venir munis d'un crayon et d'un carnet sur lequel ils doivent prendre des notes, ainsi que le rappelle un prêtre. »

Cependant, le rôle des prêtres n'était pas seulement pédagogique. Ils s'investissaient également dans la réussite matérielle de la paysannerie de Montbert. Les curés ont joué, en effet, le jeu des échanges monétaires. Ils ont créé et soutenu les caisses de crédit mutuel, les caisses d'épargne ouvertes aux enfants pour les habituer à épargner et à gérer leur bien, les caisses d'assurances mutuelles, les caisses d'assurances pour le bétail :
- la caisse rurale de Saint-Expédit fut créée en 1901 ;
- la caisse bétail « l’Avenir des Etables » en 1903 ;
- la caisse incendie (la première du diocèse) en 1906 ;
- la caisse accidents en 1925.

Montbert dans les années 1900.
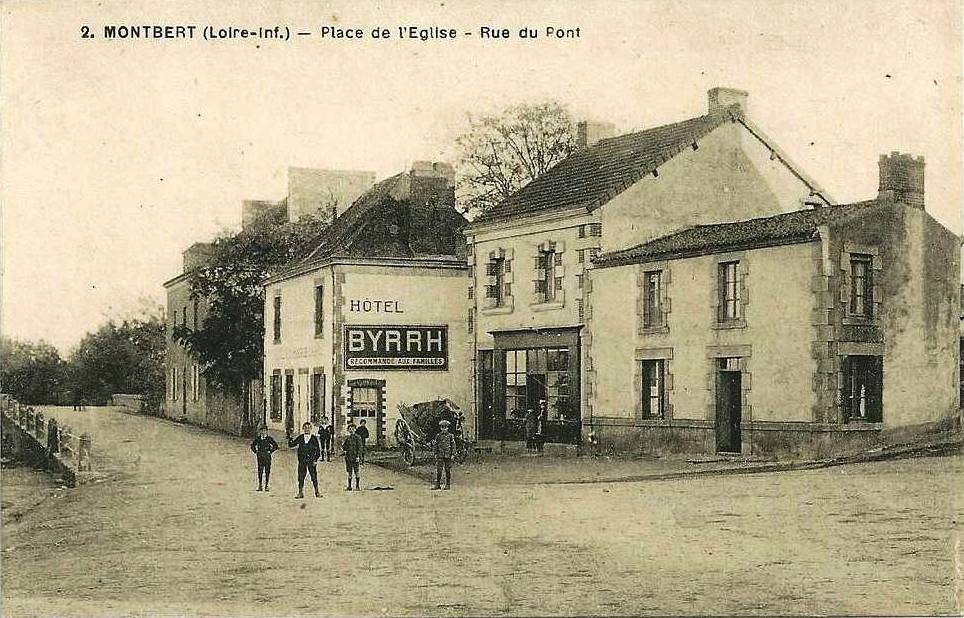
Place de l'église de Montbert.
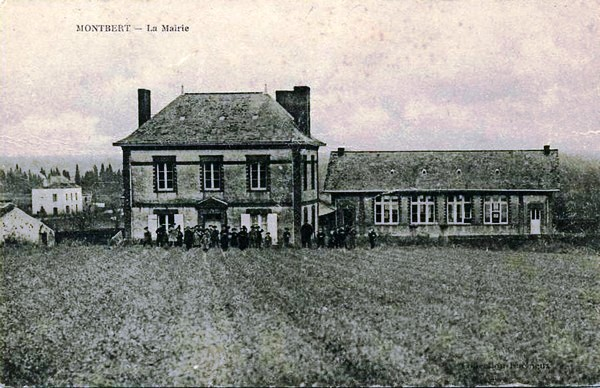
L'ancienne mairie et actuelle école primaire de Montbert.
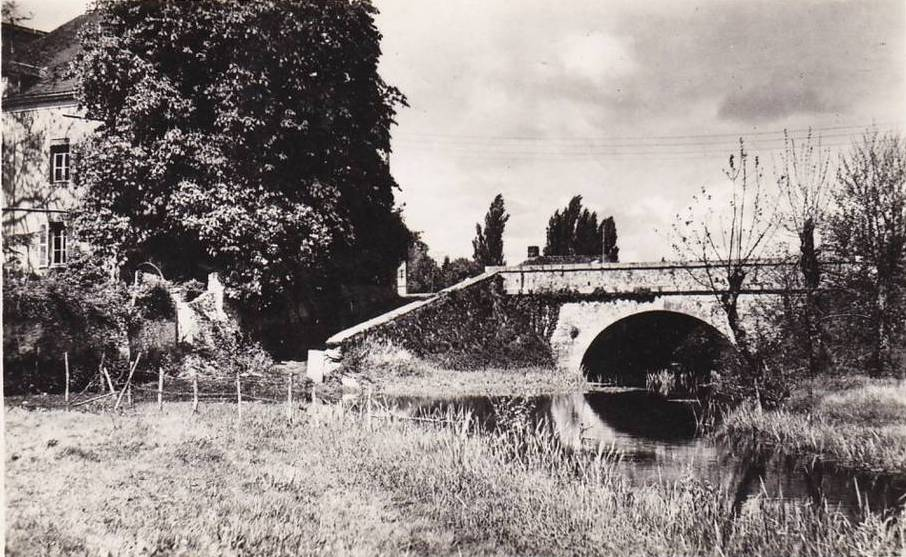
Le pont du bourg traversant l'Ognon, à Montbert.
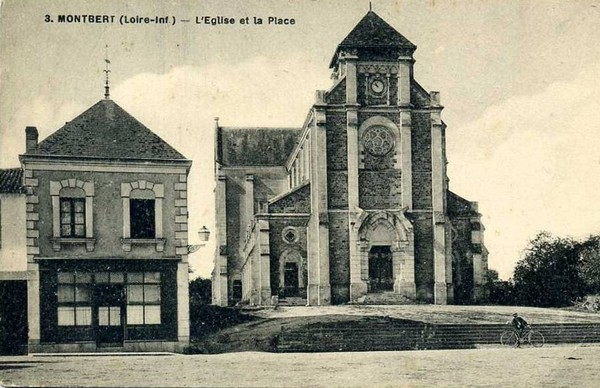
L'église de Montbert.
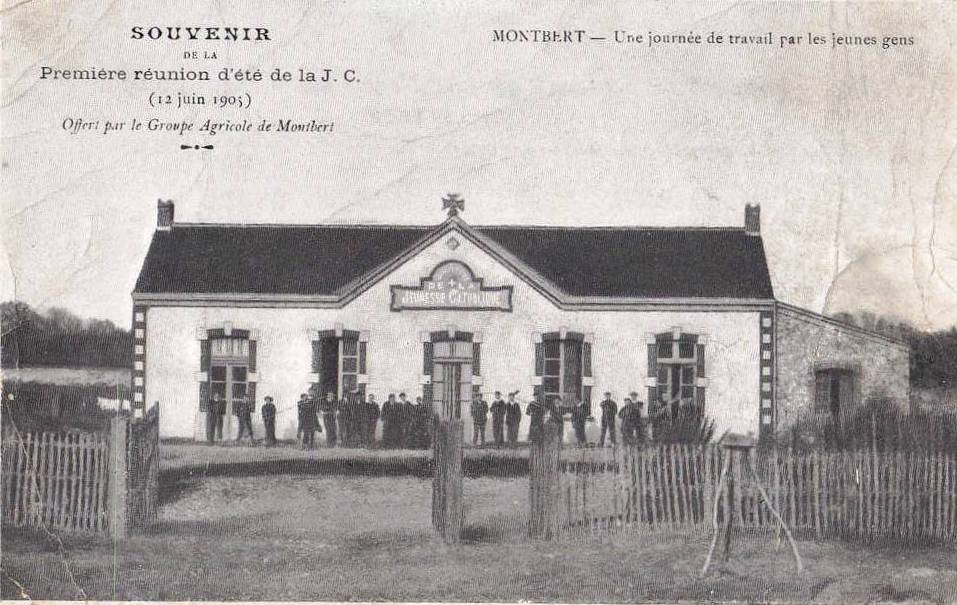
La salle paroissiale à Montbert.

La France étant impliquée dans la Première Guerre mondiale, l'ordre de mobilisation générale à Montbert-Geneston mobilise 440 hommes. À la fin de la Grande guerre, on dénombre 64 soldats montbertains et 48 soldats genestonnais morts au front. À cette occasion, la commune accueillit 98 réfugiés : des Français, Belges, Polonais, Luxembourgeois. En 1922, les vitraux de l'église sont réalisés en hommage aux poilus ayant combattu pour la France. En 1925, un monument aux morts fut érigé sur la place de l’église à la mémoire des soldats morts au front. L’inauguration fut l’occasion d'organiser une grande manifestation pour toute la paroisse.
Lors de la Seconde Guerre mondiale, au 1er janvier 1940, ce sont au total 106 hommes qui sont mobilisés dans le bourg et ses 45 villages. Cependant, les familles qui habitent dans 32 villages de la commune sont épargnées par cette mobilisation en raison du nombre d’enfants. Les pères de quatre enfants et plus étant effectivement exemptés de mobilisation. Lors de l'Occupation, pour répondre aux exigences des Allemands, un terrain d’éducation physique et sportive fut créé à Geneston près des écoles ainsi qu’un bassin de natation à Montbert dans l’Ognon au niveau du pont de chemin de fer. Le 16 et 23 septembre 1943, la ville de Nantes fut bombardée par les forces américaines qui visaient les infrastructures portuaires et industrielles. À Montbert, à la Planchette, une femme et un bébé furent blessés par des éclats de canon antiaérien. Une bombe tomba aussi à la Haute-grange sans éclater et fut détruite par des artificiers, après la guerre. À la suite de ces événements tragiques, de nombreux Nantais fuirent la ville et ses environs pour se réfugier dans les campagnes avoisinantes. Ainsi, de nombreuses familles montbertaines accueillirent ces réfugiés qui arrivaient par familles entières et cherchaient un toit pour se mettre à l’abri. Au cours de ce conflit mondial, 8 Montbertains perdirent leur vie.

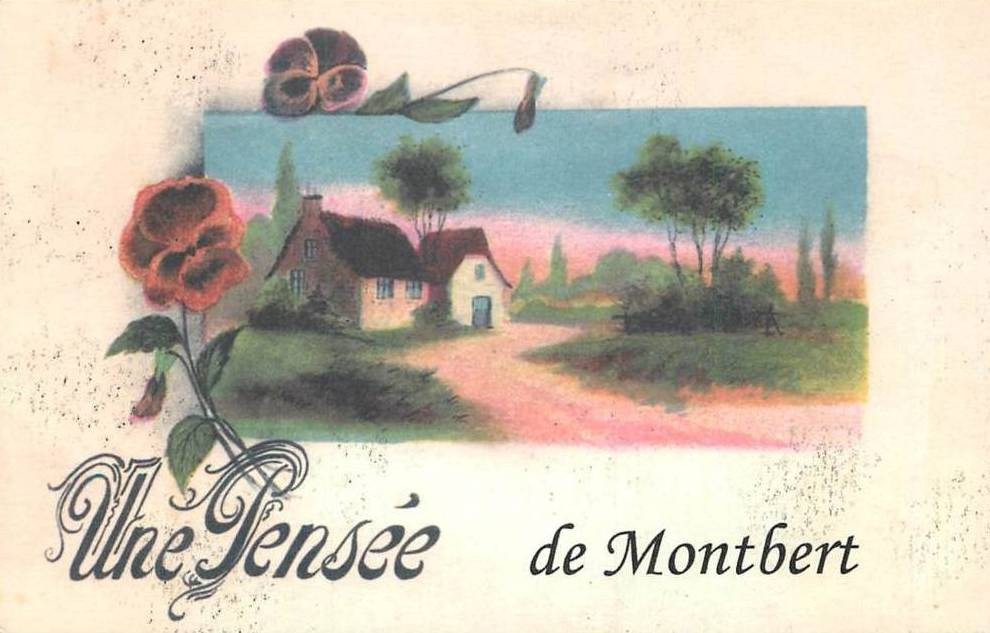
Carte postale de Montbert du siècle dernier.

Dans la seconde moitié du XXe siècle, Montbert développe ses équipements publics et réseaux sur son territoire. En juin 1946, Wladimir Porché, directeur de la radiodiffusion française, inaugure un émetteur ondes moyennes de 10 kW relayant la « chaîne parisienne » pour la Loire-Inférieure et la Vendée. Le pylône rayonnant autoporteur est installé dans la cour de l'école publique qui jouxte la mairie. Cet émetteur, qui fait partie de l'un des quatre « réseaux synchronisés » de la RTF, relaiera par la suite France Culture. Il cessera d'émettre et sera démonté en 1974 sur décision de Jacques Sallebert, directeur de la régie de radiodiffusion de l'ORTF, soucieux de développer la modulation de fréquence en province. Il sera remplacé par l'émetteur FM de Haute-Goulaine. Après l'arrivée de l'électricité en 1926, c'est le réseau de gaz (de Lacq) qui se développe entre 1958 et 1959. Un cinéma ouvrit ses portes en 1955, puis ferma en 1971. En 1972, c'est la piscine municipale ainsi que l'hôpital de Montbert qui est construit. L'école publique rouvre en 1974. La nouvelle cure est édifiée en 1975. En 1981, la mairie est déplacée dans le bâtiment qu'elle occupe actuellement et la salle des fêtes sort de terre. Cinq ans plus tard, la municipalité inaugure le centre médico-social. La section de l'autoroute A83 reliant Nantes à Niort et traversant la commune ouvre en 1991. C'est également cette année-là qu'est aménagé le plan d'eau de Chantermerle, à l'est du bourg. La commune développe également ses infrastructures sportives : la salle des sports est achevée en 1993. Enfin, la bibliothèque municipale, la halte-garderie et la garderie péri-scolaire sont construites à côté de la mairie en 1998.
Deux autres événements vont marquer la commune à la fin du siècle. En 1954, Geneston est séparé de Montbert et redevient une commune à part entière. Cette émancipation commence en 1952. Les Genestonnais vont alors faire circuler une pétition dans le bourg et les villages, qui réclame l’autonomie de Geneston par rapport à Montbert. C’est Georges Gaudet, personnalité de la commune, spécialiste en droit qui est à l’origine de cette initiative. La pétition sera envoyée au préfet de la Loire-Inférieure, le 22 août 1952. Le 14 juin 1953, le conseil municipal de Montbert accepte que Geneston retrouve son indépendance. Un an plus tard, le préfet signe un arrêté par lequel Geneston est autorisé à redevenir une commune. Le 25 décembre 1954, les conseillers sont convoqués à la mairie de Geneston afin d’élire le maire et son adjoint. Les conseillers vont choisir Georges Gaudet qui a été le moteur de l’autonomie de Geneston pour le poste de maire. L'autre événement qui a marqué les esprits à Montbert sont les inondations qui ont eu lieu le 7 juillet 1977, à la suite du passage d'un orage. En effet, des maisons qui étaient situées très près de l’Ognon dans le bourg comme dans d'autres hameaux, de part et d’autre du lit mineur du cours d’eau, ont été inondées.

## Politique et administration

### Situation administrative et juridictionnelle
Montbert est rattaché à l'arrondissement de Nantes et appartient au canton de Saint-Philbert-de-Grand-Lieu depuis la promulgation du décret no 2014-243 du 25 février 2014 portant délimitation des cantons dans le département de la Loire-Atlantique. Depuis 2014, le canton est passé de cinq à douze communes et compte 46 731 habitants au recensement de cette même année. Depuis 2015, Stephan Beaugé (LR) et Karine Paviza (DVD) sont les deux conseillers départementaux du canton. La commune est, en outre, située dans la dixième circonscription de la Loire-atlantique, dont la député est Sophie Errante (PS), depuis 2012.
Les juridictions d'ordre judiciaire qui sont compétentes pour la commune sont : le conseil des prud'hommes de Nantes, la cour d'appel de Rennes, la cour d'assises de Loire-Atlantique, le tribunal d'instance et de grande instance de Nantes, le tribunal de commerce de Nantes et le tribunal pour enfants de Nantes. Les juridictions d'ordre administratif compétentes à Montbert sont la cour administrative d'appel de Nantes et le tribunal administratif de Nantes.

### Intercommunalités

Localisation de la communauté de communes en Loire-Atlantique.

Depuis juin 1993, la commune fait partie de la communauté de communes de Grand Lieu. L'intercommunalité reprend, au 1er janvier 1994, le périmètre et les compétences des trois syndicats intercommunaux existants sur les communes concernées. Elle est composée de huit autres communes : Le Bignon, La Chevrolière, Saint-Philbert-de-Grand-Lieu, Saint-Lumine-de-Coutais, La Limouzinière, Geneston, Pont-Saint-Martin et Saint-Colomban. C'est un établissement public de coopération intercommunale (EPCI) qui dispose de compétences de plus en plus nombreuses : le développement économique, l'aménagement du territoire, l'environnement, la voirie communautaire, les piscines, le transport de voyageurs. En plus de ces compétences principales, l'intercommunalité de projet gère : les services d'incendie-secours, la gendarmerie (les bâtiments), les aires d'accueil pour les Gens du voyage, l'insertion des jeunes (mission locale), l'amélioration de l'habitat (OPAH), la mise en place et la gestion des systèmes d'informations géographiques (SIG), le programme local de l'habitat (PLH), l'exercice du droit de préemption urbain dans les zones d'activités du territoire, le soutien à des actions d'accueil, d'informations pour les personnes âgées et la prise en charge des réseaux d'eaux usées des zones d'activités. Johann Boblin, maire de La Chevrolière, est le président de l'intercommunalité depuis 2014. En 2013, elle totalisait 37 266 habitants.
Depuis novembre 2011, Montbert a adhéré au syndicat mixte du SCoT du Pays de Retz. Depuis, il est devenu le pôle d'équilibre territorial et rural (PETR) du Pays de Retz. Il regroupe les quatre intercommunalités du Pays de Retz (Sud Estuaire, Pornic Agglo Pays de Retz, Sud Retz Atlantique, Grand-Lieu) soit 38 communes, autour de projets communs. Les missions du PETR sont les suivantes : fédérer et coordonner des actions et projets liés à l’aménagement du Pays de Retz ; élaborer, modifier, peaufiner et mettre en œuvre le Schéma de Cohérence Territoriale (SCoT) du Pays de Retz dans les documents d’urbanisme locaux ; porter et mettre en œuvre les différents dispositifs de contractualisation avec le département, la région, l'État, et l’Union européenne. Le président du PETR est actuellement le maire de Saint-Brevin-les-Pins, Yannick Haury.
Depuis mai 2006, la commune est adhérente du syndicat du Bassin Versant de Grand-Lieu. Ses principales compétences sont : la réalisation d'études et de travaux et l'aménagement, la restauration, l'entretien et l'exploitation des ouvrages hydrauliques présents sur les cours d'eau du bassin versant. L'intercommunalité doit également mettre en œuvre des préconisations du schéma d'aménagement et de gestion des eaux (SAGE), à l’exclusion de travaux. C'est un syndicat mixte qui regroupe 40 communes, 3 communautés de communes, à cheval sur la Loire-Atlantique et la Vendée.
En outre, depuis février 2014 et la fusion de deux syndicats intercommunaux, Montbert est une commune adhérente au syndicat intercommunal d’alimentation en eau potable de Vignoble-Grand Lieu qui gère l'adduction et la distribution en eau potable. Elle est également adhérente du syndicat départemental d'énergie de la Loire-Atlantique (SYDELA), qui organise le service public de la distribution d’électricité et de gaz.
Sur d'autres thématiques, la commune est également partie prenante de syndicats intercommunaux spécifiques : le syndicat intercommunal des transports scolaires, la Mission locale du Vignoble nantais, ou encore l'office intercommunal des sports du canton d'Aigrefeuille-sur-Maine.

### Tendances politiques et résultats
Montbert présente un profil politique dans la moyenne nationale, apportant néanmoins plus de suffrages aux candidats de gauche dans la plupart des élections nationales ou locales.
À l'élection présidentielle de 2012, la commune a apporté 52,83 % de ses suffrages exprimés à François Hollande (51,64 % au niveau national), contre 47,17 % pour Nicolas Sarkozy (48,36 % au niveau national). Aux élections régionales de 2015, les habitants ont cette fois-ci (et pour la première fois) porté leur voix en majorité pour un candidat de droite : 44,26 % pour Bruno Retailleau (LR) contre 40,86 % pour Christophe Clergeau (PS).
Le nombre d'habitants lors du recensement de 2013 étant compris entre 2 500  et   3 499 habitants, le nombre de membres du conseil municipal est de vingt-trois. L’assemblée municipale se compose du maire, six adjoints et seize conseillers municipaux. Le conseil municipal se réunit près de dix fois par an sur convocation du maire.

### Liste des maires

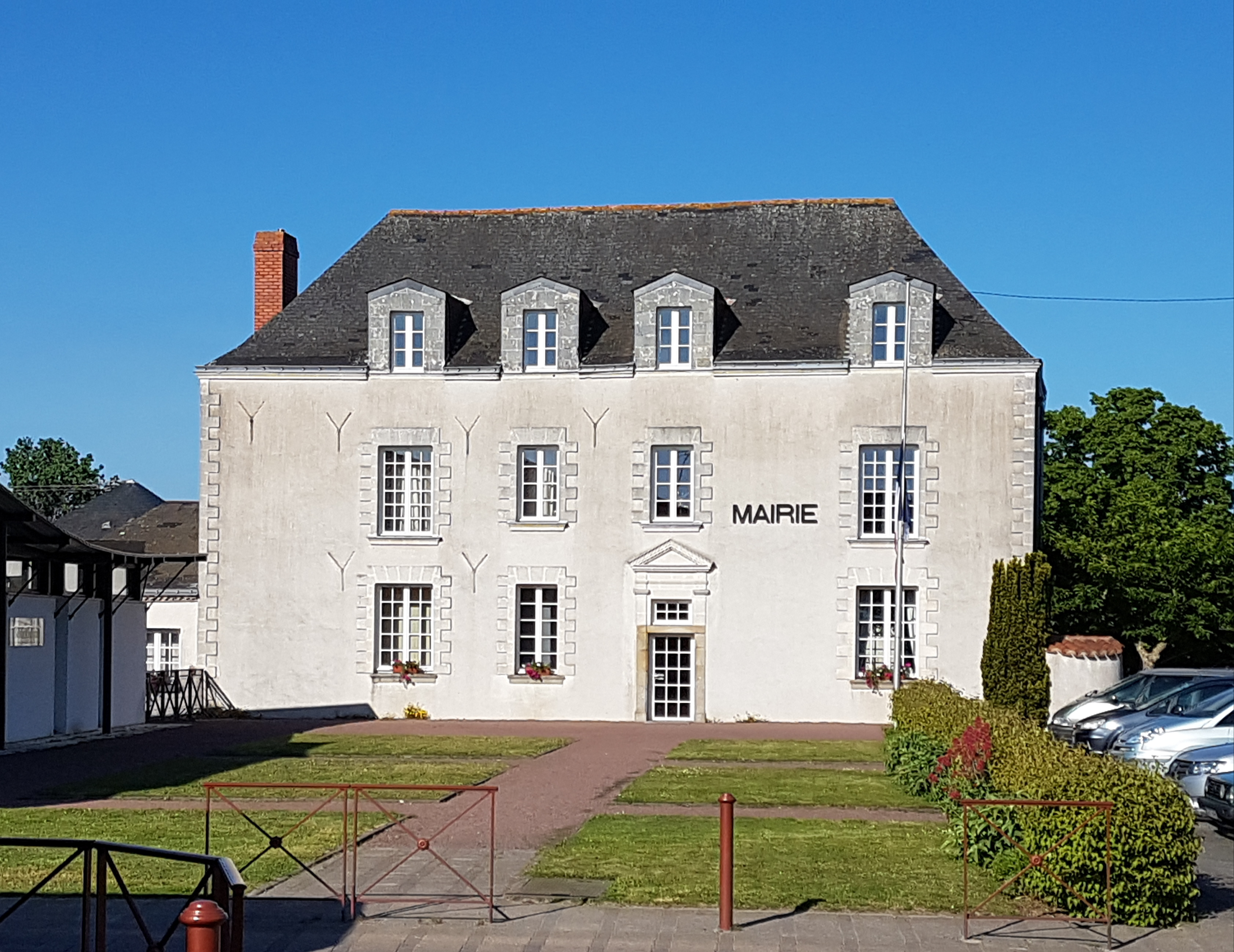
La mairie de Montbert.

### Finances locales

#### Fiscalité
| Taxe                                                | Taux appliqué (part communale) | Recettes dégagées en € |
| --------------------------------------------------- | ------------------------------ | ---------------------- |
| Taxe d'habitation (TH)                              | 18,50 %                        | 458 000                |
| Taxe foncière sur les propriétés bâties (TFPB)      | 18,50 %                        | 339 000                |
| Taxe foncière sur les propriétés non bâties (TFPNB) | 51,17 %                        | 61 000                 |
| Cotisation foncière des entreprises (CFE)           | 0,00 %                         | 0                      |

#### Budget
En 2015, selon la Direction générale des Finances publiques (DGFiP), les opérations de fonctionnement ont permis d'obtenir un résultat comptable excédentaire de 501 000 €. Les recettes de fonctionnement s'élevaient à 2 555 000 € tandis que les dépenses de fonctionnement étaient de 2 054 000 €.
Cette même année, la capacité de financement de la section d'investissement était excédentaire de 26 000 €. Les recettes d'investissement s'élevaient à 796 000 € tandis que les dépenses d'investissement s’élevaient à 770 000 €. Dans ces dépenses d'investissement, la masse budgétaire d'investissement (CP) est à hauteur de 481 000 €, le remboursement d'emprunts s'élève, quant à lui, à 144 000 €.
En ce qui concerne l'autofinancement, l'excédent brut d'exploitation était de 566 000 €, la capacité d'autofinancement s'élève à 505 000 €.
L'encours de la dette au 31 décembre 2015 était de 1 546 000 €. Cette dernière a fortement varié entre 2000 et 2015, en valeur absolue : 443 000 € au plus bas en 2002 et 2 359 000 € au plus haut en 2008. En valeur relative, cette variation rapportée à la population (la dette par habitant) part de 190 € par habitant en 2002 et grimpe jusqu'à 1 010 € en 2008, année marquée par un montant total des dépenses d'équipement record (infographie ci-dessus). Les autres années ont connu une dette par habitant variable, par exemple : 268 € en 2000, 419 € en 2005, 771 € en 2010 ou encore 507 € en 2015.

### Politique environnementale
Depuis le 1er janvier 2017, la compétence assainissement collectif des eaux usées a été transféré à la communauté de communes. La commune dispose d’un réseau de collecte et de transfert des eaux usées d’un linéaire total d’environ 10 km ainsi que d’une station d’épuration destinée au secteur du centre-bourg. L'intercommunalité est également compétente dans le domaine de l’assainissement non collectif et traite l’ensemble des demandes liées aux installations autonomes d’assainissement.
La collecte des ordures ménagères et les déchèteries sont également gérées par l'intercommunalité. La collecte en porte-à-porte — des bacs jaunes qui contiennent les déchets ménagers recyclables et gris qui contiennent les autres ordures ménagères — se fait chaque semaine. La commune est dans le périmètre de la déchetterie de l’Hommeau à Geneston, permettant la collecte des encombrants. Elle accueille aussi 7 points recyclage pour le papier et le verre.

### Jumelages
Depuis le 17 mars 2018, Montbert est jumelée avec la commune de Velvary, en République tchèque, une commune de la banlieue de Prague. Des échanges entre les associations sportives et les écoles ainsi que des projets de collaboration sont en cours de formalisation dans le cadre de ce jumelage récent.

## Population et société

### Démographie

#### Évolution de la population
L'évolution du nombre d'habitants est connue à travers les recensements de la population effectués dans la commune depuis 1806. Pour les communes de moins de 10 000 habitants, une enquête de recensement portant sur toute la population est réalisée tous les cinq ans, les populations de référence des années intermédiaires étant quant à elles estimées par interpolation ou extrapolation. Pour la commune, le premier recensement exhaustif entrant dans le cadre du nouveau dispositif a été réalisé en 2008.

En 2022, la commune comptait 3 346 habitants, en évolution de +8,04 % par rapport à 2016 (Loire-Atlantique : +6,68 %, France hors Mayotte : +2,11 %).
| 1806  | 1821  | 1831  | 1836  | 1841  | 1846  | 1851  | 1856  | 1861  |
| ----- | ----- | ----- | ----- | ----- | ----- | ----- | ----- | ----- |
| 1 528 | 2 265 | 2 311 | 2 137 | 2 190 | 2 430 | 2 603 | 2 680 | 2 589 |

| 1866  | 1872  | 1876  | 1881  | 1886  | 1891  | 1896  | 1901  | 1906  |
| ----- | ----- | ----- | ----- | ----- | ----- | ----- | ----- | ----- |
| 2 533 | 2 509 | 2 607 | 2 603 | 2 639 | 2 631 | 2 559 | 2 557 | 2 502 |

| 1911  | 1921  | 1926  | 1931  | 1936  | 1946  | 1954  | 1962  | 1968  |
| ----- | ----- | ----- | ----- | ----- | ----- | ----- | ----- | ----- |
| 2 411 | 2 181 | 2 211 | 2 178 | 2 165 | 2 205 | 1 501 | 1 585 | 1 614 |

| 1975  | 1982  | 1990  | 1999  | 2006  | 2008  | 2013  | 2018  | 2022  |
| ----- | ----- | ----- | ----- | ----- | ----- | ----- | ----- | ----- |
| 1 734 | 2 249 | 2 246 | 2 293 | 2 803 | 2 945 | 2 987 | 3 153 | 3 346 |

Les données concernant 1793 et 1800 sont perdues. Entre la période de la guerre franco-allemande de 1870 et le recensement de 1954, la commune connaît une diminution de sa population, liée premièrement aux trois guerres successives que connaît le pays et, secondement, au phénomène d'exode rural présent dans les campagnes françaises à cette époque. Entre 1801 et 1806, la commune de Montbert absorbe Geneston, qui redevient commune indépendante en 1954. Ceci explique la forte diminution de population que reflètent les recensements de 1946 et 1954 (- 32 %). À partir des années 1950 et ce jusqu'en 2014, la commune gagne des habitants. Cette croissance démographique est à mettre en lien avec le phénomène de périurbanisation, qui produit ainsi une nouvelle dynamique migratoire autour des grandes villes françaises, dont Nantes. Aux recensements de 1982 et 2014, Montbert passe la barre symbolique des 2 000, puis des 3 000 Montbertains.

#### Pyramide des âges
La population de la commune est relativement jeune.
En 2018, le taux de personnes d'un âge inférieur à 30 ans s'élève à 37,6 %, soit au-dessus de la moyenne départementale (37,3 %). À l'inverse, le taux de personnes d'âge supérieur à 60 ans est de 20,9 % la même année, alors qu'il est de 23,8 % au niveau départemental.
En 2018, la commune comptait 1 629 hommes pour 1 524 femmes, soit un taux de 51,67 % d'hommes, largement supérieur au taux départemental (48,58 %).
Les pyramides des âges de la commune et du département s'établissent comme suit.
| Hommes | Classe d’âge | Femmes |
| ------ | ------------ | ------ |
| 0,4    | 90 ou +      | 0,5    |
| 5,2    | 75-89 ans    | 6,3    |
| 14,4   | 60-74 ans    | 15,2   |
| 20,3   | 45-59 ans    | 19,5   |
| 20,5   | 30-44 ans    | 22,9   |
| 15,6   | 15-29 ans    | 13,6   |
| 23,6   | 0-14 ans     | 22,0   |

| Hommes | Classe d’âge | Femmes |
| ------ | ------------ | ------ |
| 0,6    | 90 ou +      | 1,8    |
| 6      | 75-89 ans    | 8,6    |
| 15,1   | 60-74 ans    | 16,4   |
| 19,4   | 45-59 ans    | 18,8   |
| 20,1   | 30-44 ans    | 19,3   |
| 19,2   | 15-29 ans    | 17,4   |
| 19,5   | 0-14 ans     | 17,6   |

#### Professions
La catégorie socio-professionnelle dans la population active de 15 ans et plus est majoritairement représentée par les retraités (22,5 %), par les professions intermédiaires (20,2 %) puis par les employés (18,3 %). D'autres catégories sont moins représentées : les agriculteurs exploitants ne représentent à l'inverse que 2,6 % de la population active de Montbert ; les artisans, commerçants et chefs d'entreprise que 3,0 %. En 2013, par rapport à la France métropolitaine, les CSP suivantes sont sous-représentées dans l'ensemble de la population active : les personnes sans activité professionnelle (- 5,4 points de pourcentage de différence) ; les retraités (- 4,1 points) ; les cadres et professions intellectuelles supérieures (- 2,7 points) et les artisans, commerçants, chefs d’entreprise (- 0,5 point). À contrario, les CSP suivantes sont sur-représentées dans la population active à Montbert : les professions intermédiaires (+ 6,1 points de différence) ; les ouvriers (+ 3,3 points) ; les employés (+ 1,7 point) et, enfin, les agriculteurs exploitants.
Entre 2008 et 2013, des dynamiques significatives peuvent être constatées. Il y a une forte baisse de la part des catégories socio-professionnelles défavorisées : - 6 points de pourcentage en cinq ans pour les ouvriers ; - 2,3 pour les personnes sans activités professionnelles ; - 1,8 points pour les employés. À l'inverse, il y a une part plus importante des catégories socio-professionnelles favorisées dans la population active de 15 ans ou plus : + 5,5 points pour les professions intermédiaires ; + 2,5 points pour les cadres et professions intellectuelles supérieures. Les retraités sont également de plus en plus nombreux : la part de cette catégorie augmentant de 1,5 point en cinq ans.
La part des 15-24 ans est la plus forte chez : les personnes sans activité professionnelle avec 50,6 %, puis les employées 24,1 % et les ouvriers 20,3 %. La part des 25-54 ans est la plus représentée chez : les professions intermédiaires qui concentrent 31,0 % de cette classe d'âge, puis les employés 24,2 % et les ouvriers 23,5 %. Excepté les retraités (67,7 %), la part des 55 ans ou plus est la plus élevée là encore chez les professions intermédiaires avec 9,5 % de cette classe d'âge.

### Société
Il y a 1 132 ménages à Montbert en 2013, avec une grande diversité dans leur composition dans la commune. Sur 100 ménages montbertains, 23 sont composés d'une seule personne (10 hommes et 13 femmes), un seul est un ménage sans famille et 76 sont des ménages avec famille(s). Sur ces 76 ménages avec famille(s), 31 n'ont pas d'enfants, 39 ont des enfants et 6 sont des familles monoparentales. Entre 2008 et 2013, on compte 36 ménages supplémentaires dans la commune. En cinq ans, les ménages d'une personne (et a fortiori les femmes seules) ont sensiblement augmenté (+ 12 %), les autres ménages sans famille sont au même nombre et les ménages avec famille(s) ont augmenté de 0,9 %. Il faut noter que cette augmentation est liée au nombre grandissant de familles monoparentales sur cette période (+ 60 %). Cette augmentation spectaculaire doit cependant être nuancée car l'on passe de 40  à   64 familles monoparentales montbertaines sur plus de 850.
Si l'on s'intéresse au nombre d'enfants de moins de 25 ans : sur 100 familles montbertaines, 44 d'entre elles n'ont pas d'enfants, 17 ont un enfant, 27 ont deux enfants, 10 ont trois enfants et 3 ont quatre enfants ou plus. Chez les familles avec enfants, le modèle de la famille avec deux enfants prévaut. Entre 2008 et 2013, quelques évolutions sensibles peuvent être évoquées : alors que l'on compte 4 familles supplémentaires, il y a 24 familles sans enfants en moins, 4 familles avec un enfant en moins, 12 familles avec deux enfants en plus, 12 familles en plus avec trois enfants et 8 familles en plus avec quatre enfants ou plus. Il y a donc plus de familles avec enfants de moins de 25 ans et un nombre d'enfants de moins de 25 ans par famille en augmentation en 5 ans.
Les Montbertains de plus de 25 ans déclarent majoritairement vivre en couple quelle que soit la classe d'âge. Les 40-54 ans sont ceux qui déclarent le plus vivre en couple (84,9 %), devant les 25-39 ans (84,4 %) et les 55-64 ans (81,3 %). Près de 20 % des personnes ayant entre 20  et   24 ans déclarent vivre en couple en 2013. Trois habitants de Montbert sur cinq de 15 ans ou plus sont mariés, les deux autres n'étant pas mariés.

### Enseignement

Deux écoles primaires à Montbert.
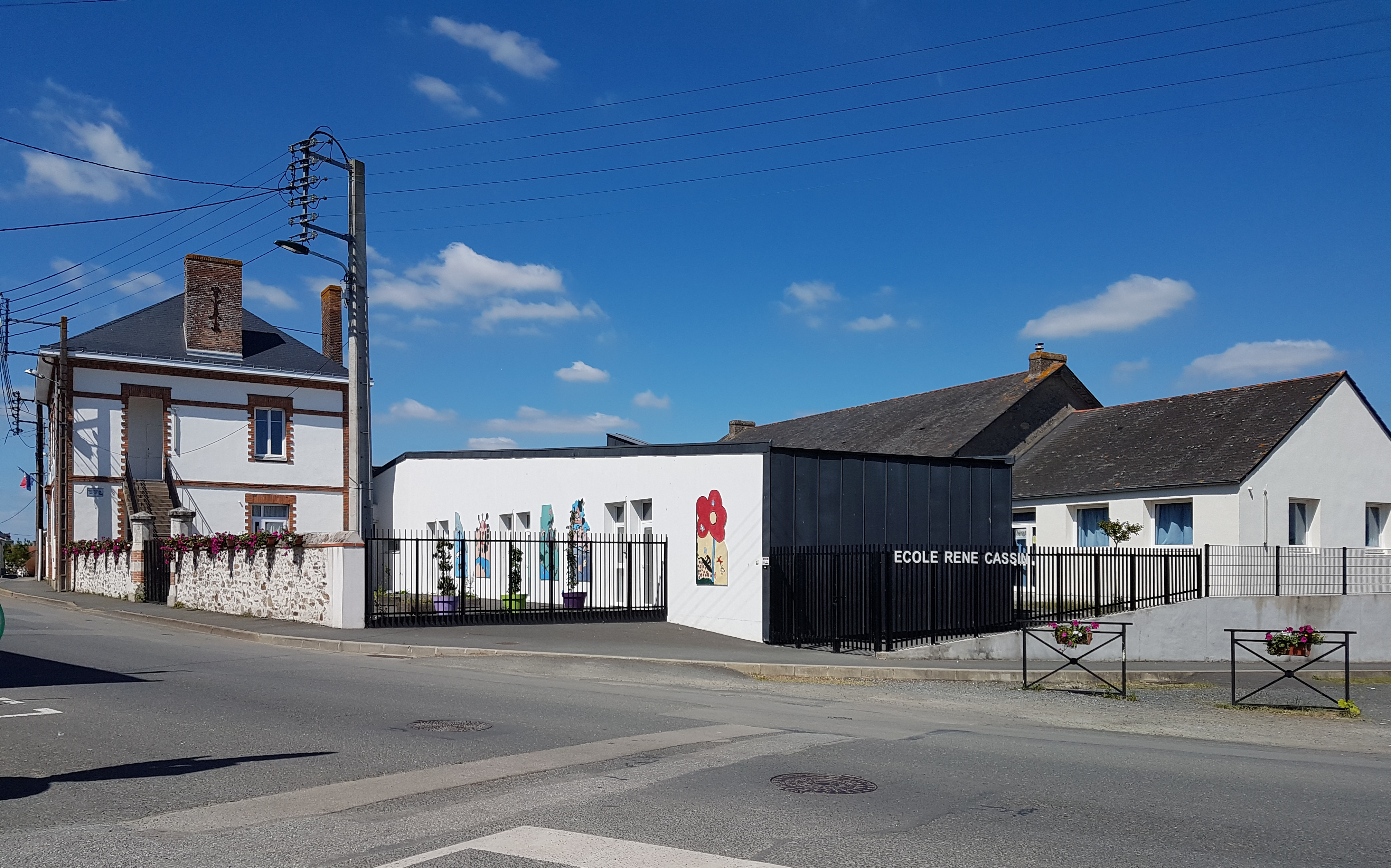
École publique René Cassin.
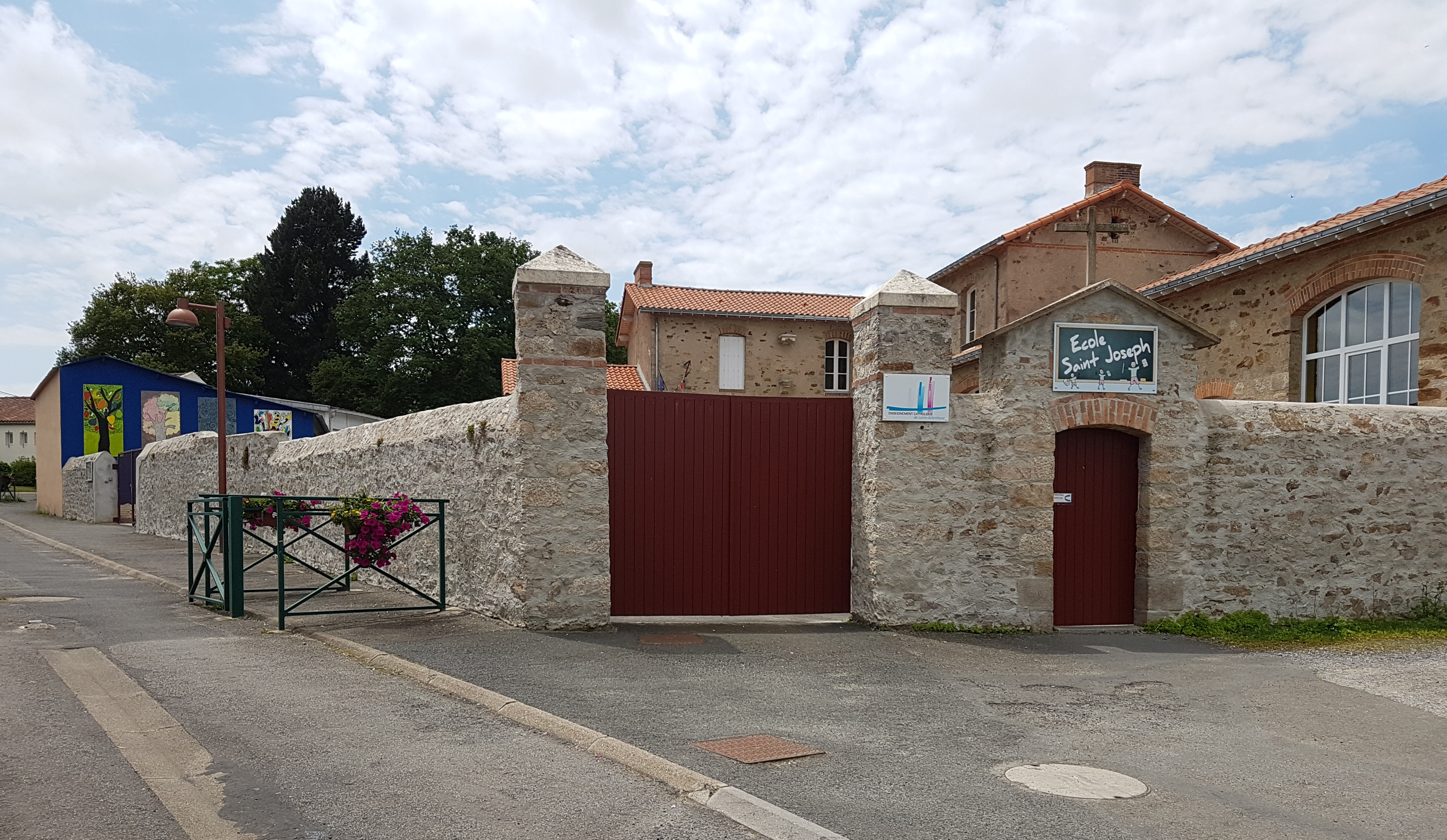
École privée Saint-Joseph (partie maternelle).

La commune de Montbert dépend de l'académie de Nantes, dans la zone B du calendrier scolaire. Elle dispose de deux écoles primaires :
- l'école publique René-Cassin, avec 182 élèves pour l'année scolaire 2016-2017[115] ;
- l'école privée Saint-Joseph, avec 219 élèves pour l'année scolaire 2016-2017[116].

En outre, un restaurant scolaire d'une capacité de 350 couverts accueille les enfants des deux écoles.
Les collèges les plus proches sont :
- le collège public Andrée-Chedid à Aigrefeuille-sur-Maine (6,8 km) ;
- le collège privé de la Maine à Aigrefeuille-sur-Maine (6,9 km) ;
- le collège public Condorcet à Saint-Philbert-de-Grand-Lieu (12,1 km).

Les lycées à proximité sont situés au sud de l'agglomération nantaise :
- le lycée polyvalent Les Bourdonnières à Nantes (14,5 km) ;
- le lycée polyvalent Saint-Pierre La Joliverie à Saint-Sébastien-sur-Loire (14,8 km) ;
- le lycée général et technologique Jean-Perrin et le lycée professionnel Louis-Jacques-Goussier à Rezé (14,9 km).

### Santé
La commune comporte de nombreux professionnels de santé : deux ambulanciers, une assistante sociale, un cabinet dentaire, un cabinet médical, deux infirmiers, une maison d'accueil spécialisée Adapei, un ostéopathe, un pédicure-podologue, un pharmacien, un psychologue, une puéricultrice.
Un projet de maison de santé pluridisciplinaire est actuellement en cours.
Les habitants ont accès à plusieurs hôpitaux et cliniques. Les plus proches de Montbert étant :
- les Nouvelles cliniques nantaises à Nantes (16 km) ;
- le Centre hospitalier Georges-Clemenceau à Montaigu (17 km).

Jusqu'en 2011, la commune abrita également un centre hospitalier spécialisé (CHS) dans le traitement des maladies psychiatriques, situé sur un domaine de 43 hectares (dont 20 hectares boisés). Ce centre, dont la première pierre fut posée en 1972 et inauguré deux ans plus tard, disposait alors de 103 lits et employait 270 salariés. Il a depuis été transféré sur la commune de Bouguenais. Une partie du site est actuellement occupée par la Maison d'accueil spécialisée des Loges gérée par l'Adapei qui s'y est installée dès 2007.

### Cultes
Montbert fait partie de la paroisse catholique Saint-Gabriel-sur-Maine, située dans la zone pastorale du Vignoble. Elle dépend elle-même du diocèse de Nantes, suffragant depuis 2003 de la province ecclésiastique de Rennes qui regroupe les diocèses des régions Bretagne et Pays de la Loire. La paroisse Saint-Gabriel-sur-Maine regroupe les anciennes paroisses d’Aigrefeuille-sur-Maine, Geneston, Le Bignon, La Planche, Montbert, Remouillé et Vieillevigne.

### Médias
La presse écrite régionale à Montbert est représentée par Ouest-France, Presse-Océan et à l'échelle du vignoble nantais, par l'Hebdo Sèvre-et-Maine. La commune diffuse plusieurs fois dans l'année gratuitement et en son nom deux publications : la gazette de la commune ainsi que le bulletin municipal. La gazette regroupe des articles proposés par des associations, des habitants, les deux écoles, la commune directement et vise à informer de nouveaux services ou des événements. Le bulletin municipal, quant à lui, rassemble des informations pratiques concernant la commune et publie également les comptes-rendus des séances du conseil municipal, ainsi que les procès-verbaux du conseil de la communauté de communes.
Les chaines de télévision locales sont, pour la région nantaise, Télénantes et un décrochage local de la télévision publique avec France 3 Pays de la Loire, qui propose des émissions régionales et une édition Estuaire. Plusieurs radios locales sont, enfin, basées dans la région nantaise.

### Vie culturelle et sportive

#### Vie associative
En 2017, les Montbertains disposent d'une cinquantaine d'associations dans leur commune :
- 15 associations sportives[M 17] : MGB Basket, l'ASSL Football, l'ASE Cyclisme, le Tennis, l'école de rugby à XIII, le Viet Vo Dao, etc. ;
- 19 associations culturelles et de loisirs[M 18] : l'AMBMG, le Club entre nous, La maison des aînés, le Jardin de Mélisse, Not'en'bulles, espace jeunes, etc. ;
- une dizaine d'associations pour le lien social[M 19] : ADMR, Le Secours catholique, l'Union départementale des associations familiales (UDAF), etc. ;
- 3 associations liées aux écoles[M 20] : l'APEL, la FCPE et l'OGEC.

#### Festivités et manifestations culturelles
Plusieurs événements ont lieu chaque année à Montbert :
- mai : Fête du jeu, organisé par la bibliothèque municipale[124],[125] ;
- juin : Fête de la musique, organisé par la Brasserie du centre[126] ;
- septembre : Vide-grenier du MGBB, au complexe sportif du Moulin bleu[127] ;
- décembre : Marche aux lampions pour le Téléthon, et inauguration des décorations de Noël[M 21].

#### Équipements culturels et sportifs

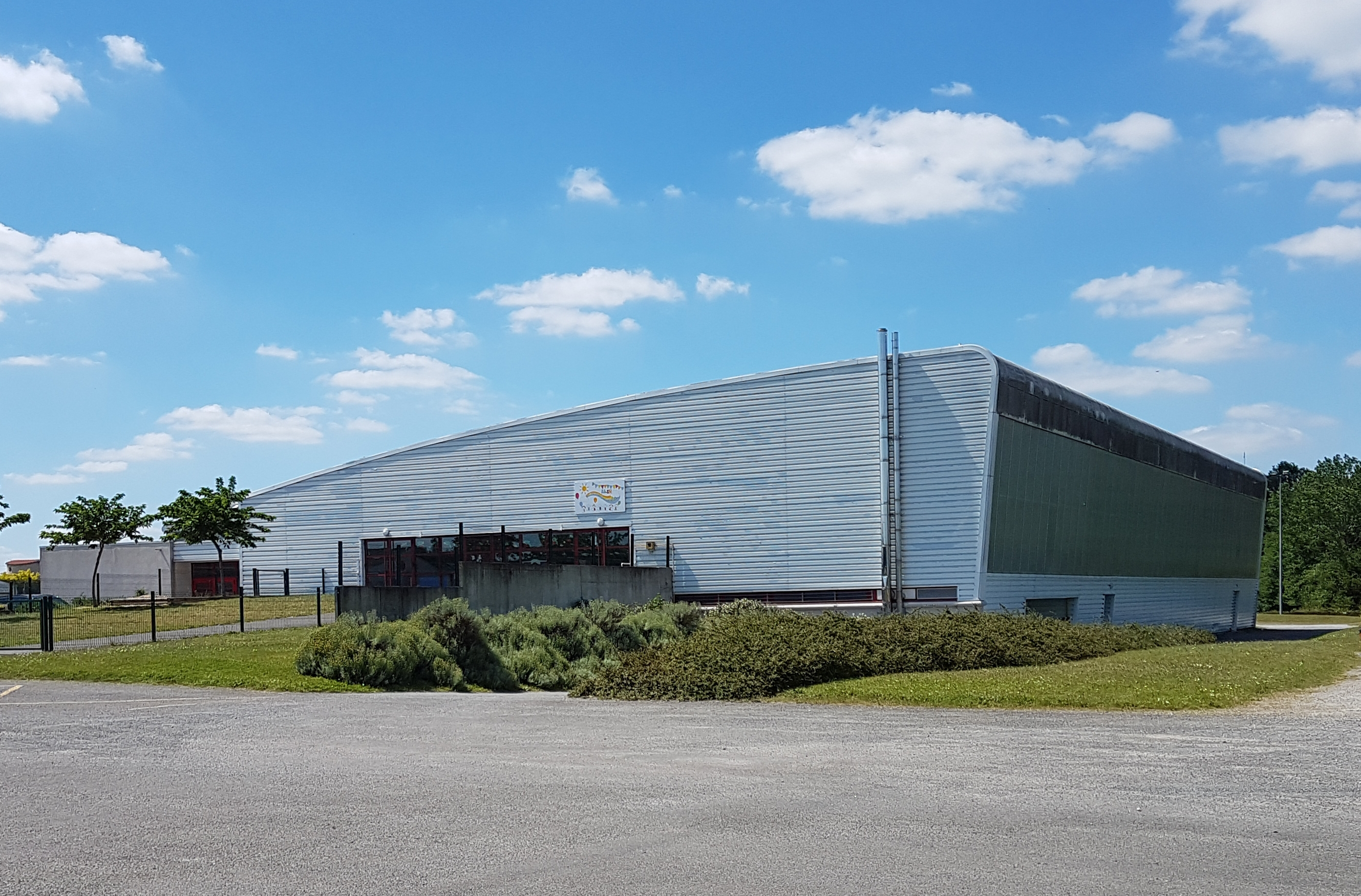
Le gymnase de la commune.

Jouxtant la mairie, la salle des fêtes de Montbert a été construite en 1981. Elle accueille tout au long de l'année de nombreuses fêtes, cérémonies, des activités associatives et sportives.
Pour permettre aux associations sportives locales de fonctionner, la commune a construit un complexe sportif dans le début des années 1990 :
- un gymnase, composé de trois salles chauffées permettent la pratique de sports et l'organisation de festivités ou d'autres d’activités diverses. Le bâtiment abrite également l’accueil de loisirs en semaine et pendant les vacances, l’accueil périscolaire toute l’année ;
- trois terrains de football dont deux éclairés et homologués par la Ligue Atlantique et le District ;
- deux terrains de tennis (dont un réservé aux licenciés du club) ;
- un plateau multisports (depuis 2016).

À proximité du complexe sportif, se trouve également une piscine intercommunale de plein air « L'Aqua 9 » (rénovée dans les années 2010), ouverte d'avril à septembre.
La commune dispose d'une bibliothèque municipale, riche de plus de 8 000 volumes. Elle propose tout au long de l'année des animations, expositions et rencontres auprès du grand public et des écoliers. À côté de la bibliothèque municipale, Montbert propose l'accueil des enfants au sein d'une halte-garderie « Les p’tits pas », ainsi qu'un espace jeunes « Le SPOT » en semaine et pendant les vacances scolaires (depuis 2016).

## Économie

### Revenus de la population et fiscalité
En 2013, il y avait 1 154 ménages fiscaux à Montbert, dont 57,3 % étaient imposés. Le revenu fiscal médian par ménage était de 32 298 €, ce qui place la commune à la 11 923e place des communes françaises. En termes de disparité de revenu, les plus riches ménages montbertains gagnent 4,2 fois plus que les plus pauvres ménages montbertains. On note aussi que 10 % des ménages montbertains les plus riches ont un revenu fiscal supérieur à 59 235 € par an.
Le taux de pauvreté, en 2013, était de 6,6 %.

### Emploi
En 2013, Montbert comptait 1 391 actifs de 15 ans ou plus ayant un emploi, ce qui représente 75,8 % du total de cette frange de la population. Le taux de chômage, inférieur à la moyenne nationale se situe à 5,6 %. Néanmoins, il est en augmentation depuis 2008, où ce taux était à 3,5 %. Les femmes ont un taux d'activité de 77,3 %. Au total, plus d'un actif sur cinq travaillait à temps partiel.
Avec 31 % d'actifs occupés, les employés constituent la principale catégorie socioprofessionnelle, suivis par les ouvriers avec 26,3 % et les professions intermédiaires 25,8 %.
On constate que de plus en plus de Montbertains travaillent en dehors de la commune : seulement 17,3 % des actifs travaillaient au sein de leur commune de résidence en 2013 contre 20,7 % en 2008.

### Entreprises et commerces
Au 31 décembre 2014, Montbert comptait 225 établissements actifs : 39 dans l’agriculture-sylviculture-pêche, 13 dans l'industrie, 39 dans la construction, 108 dans le secteur du commerce-transport-services divers et 26 étaient relatifs à l'administration publique. En 2015, 10 entreprises ont été créées : 3 dans les services aux particuliers et le commerce-transport-hébergement-restauration ; 2 dans la construction ; 1 dans les services aux entreprises et 1 dans l'industrie.
Le tableau ci-dessous détaille les établissements actifs par secteur d'activité au regard du nombre de salariés :
|                                                              | Total | %     | 0 salarié | 1 à 9 salariés | 10 à 19 salariés | 20 à 49 salariés | 50 salariés ou plus |
| ------------------------------------------------------------ | ----- | ----- | --------- | -------------- | ---------------- | ---------------- | ------------------- |
| Ensemble                                                     | 225   | 100,0 | 182       | 33             | 7                | 2                | 1                   |
| Agriculture, sylviculture et pêche                           | 39    | 17,3  | 32        | 7              | 0                | 0                | 0                   |
| Industrie                                                    | 13    | 5,8   | 10        | 2              | 0                | 0                | 1                   |
| Construction                                                 | 39    | 17,3  | 32        | 6              | 1                | 0                | 0                   |
| Commerce, transports, services divers                        | 108   | 48,0  | 89        | 15             | 4                | 0                | 0                   |
| dont commerce et réparation automobile                       | 36    | 16,0  | 25        | 10             | 1                | 0                | 0                   |
| Administration publique, enseignement, santé, action sociale | 26    | 11,6  | 19        | 3              | 2                | 2                | 0                   |
| Champ : ensemble des activités.                              |       |       |           |                |                  |                  |                     |

Ce tableau nous apprend que le secteur tertiaire représente à lui seul l'essentiel de l'activité économique (48,0 %) ; le secteur de la construction et celui de l'agriculture, sylviculture et pêche (17,3 % tous deux) prennent une place importante de la vie économique de Montbert. L'administration publique, enseignement, santé, action sociale représente 11,6 % des établissements actifs et, enfin, 5,8 % des établissements sont industriels. Les établissements actifs sont, pour une large majorité, de petite taille : ils n'emploient, pour 80 % d'entre eux, aucun salarié supplémentaire. Seule un établissement montbertain dispose de plus de 50 salariés : il s'agit de la charcuterie salaisons Piveteau avec 61 salariés.

### Tourisme
Depuis 2000, le camping Le Relais des Garennes est établi sur la commune. Ouvert de juin à septembre, il peut accueillir jusqu'à 20 personnes, sur 6 emplacements.

## Culture locale et patrimoine

### Espaces verts et fleurissement
Le principal lieu de promenade et de détente sur le territoire est le plan d'eau de Chantemerle, situé au sud du centre-bourg et à proximité de l'Ognon. Il est composé de deux étangs d'environ un demi-hectare et d'une profondeur maximale d'1,5 mètre chacun, de pelouses ainsi qu'un bois. Créé en 1990, cet espace naturel aménagé permet de multiples usages. Il est doté de jeux ludiques pour enfants, d'un local pour l'organisation de manifestations communales, de fêtes. Le plan d'eau est aussi un lieu de pêche au coup en eau douce et doté d'un ponton handipêche. Les étangs accueillent des brochets, achigans, tanches, rotengles, poissons-chats, perches soleil, écrevisses de Louisiane. La gestion piscicole est assurée par l'association dénommée la Gaule nantaise.

Vue panoramique à 180° des étangs de Chantermerle.
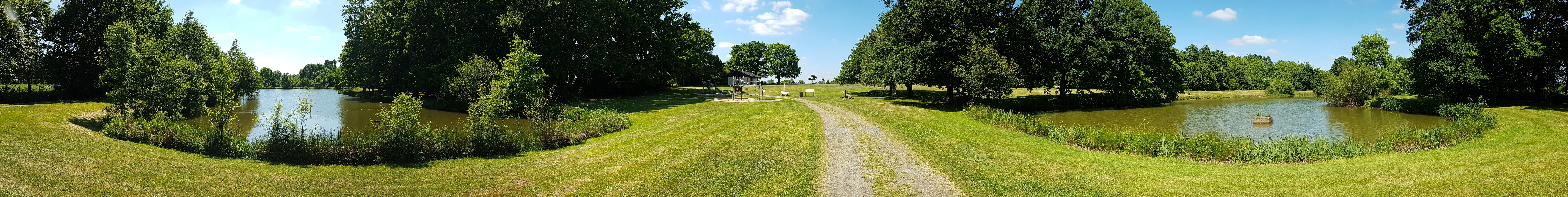
Le plan d'eau de Chantermerle, principal lieu de promenade et de pêche dans la commune.

Un autre espace vert d'accès public est localisé au nord du centre-bourg, au niveau de la rue des Deux Ponts. Il longe les rives de l'Ognon.
À ce jour, la commune n'a pas participé au concours et n'a donc pas obtenu le label des villes et villages fleuris. Depuis 2016, la mairie organise cependant un concours « paysage de vos jardins » à destination des Montbertains. Un comité de fleurissement a été élaboré et est composé d’élus, d’agents municipaux et d’habitants volontaires.

### Patrimoine naturel
Selon l'Inventaire national du patrimoine naturel (INPN), Montbert n'est présent dans aucun espace protégé (Zone naturelle d'intérêt écologique, faunistique et floristique (ZNIEFF) ; Natura 2000) et ne dispose pas de sites archéozoologiques et archéobotaniques. La commune se situe néanmoins à proximité d'espaces naturels remarquables comme le lac de Grand-Lieu situé à 12 km ou l'estuaire de la Loire, susceptibles d'attirer sur la commune des oiseaux hivernants propres à ces espaces, tels que le héron cendré.

Flore présente à Montbert.
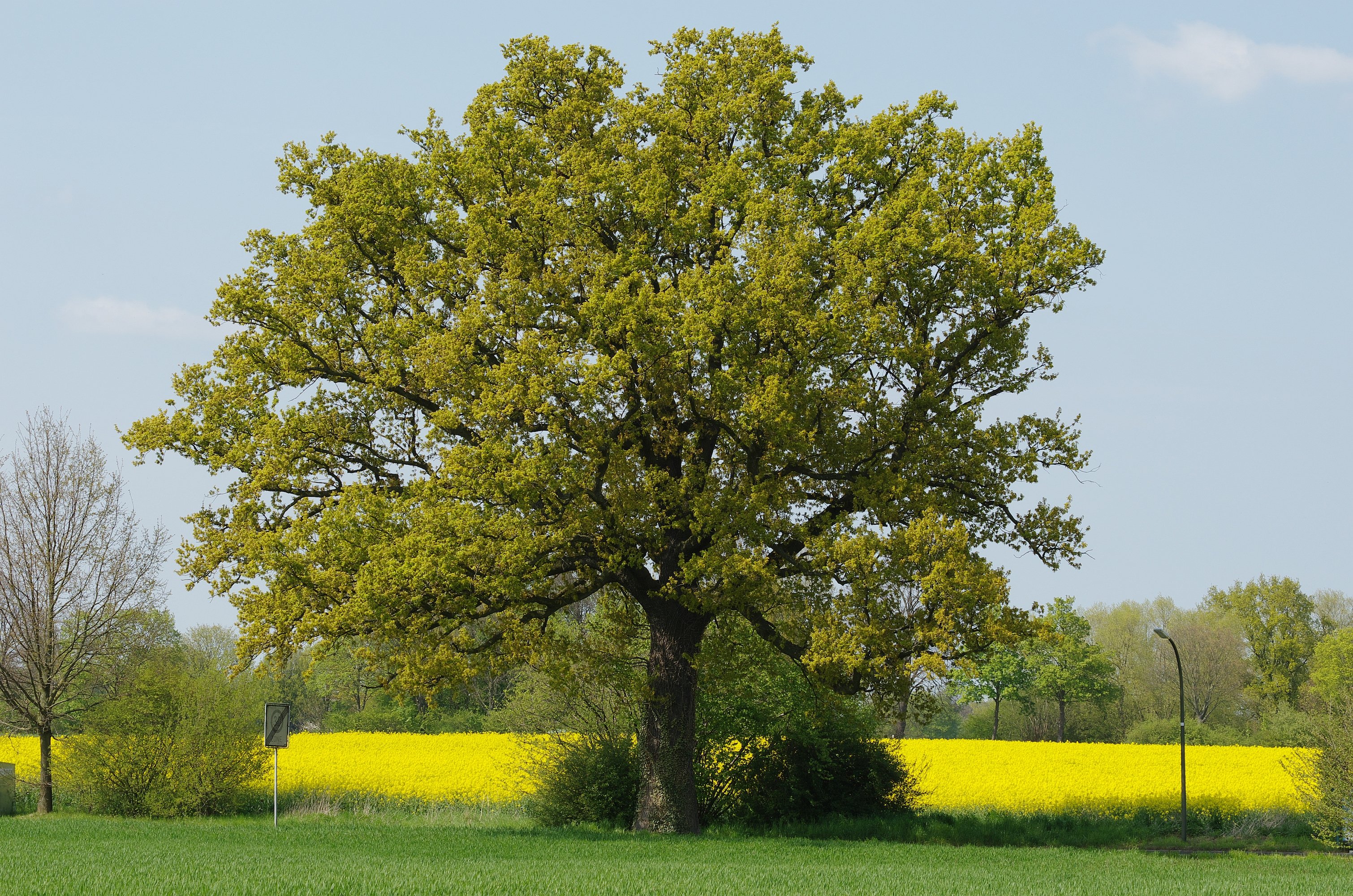
Chêne pédonculé.
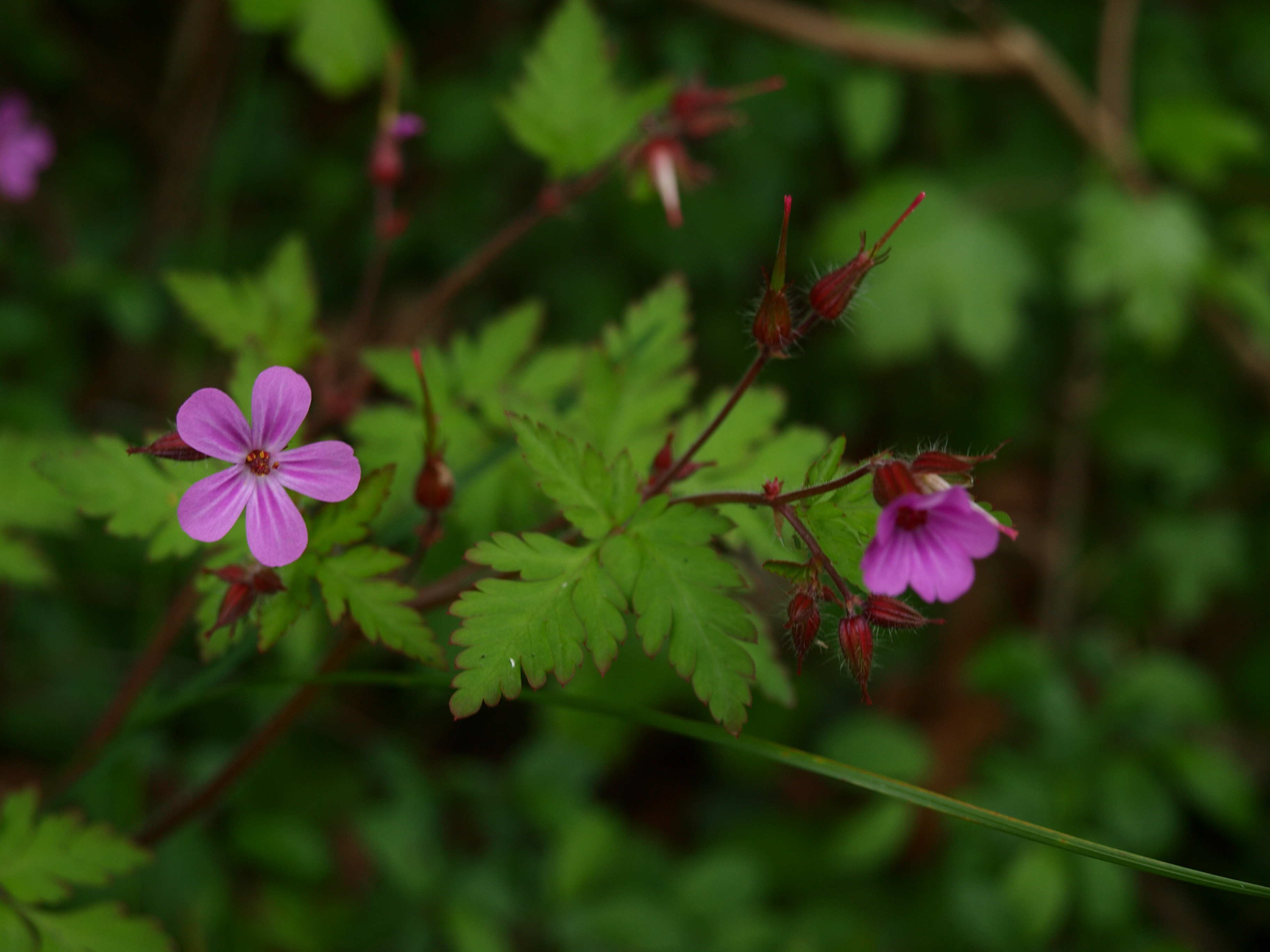
Géranium Herbe à Robert.
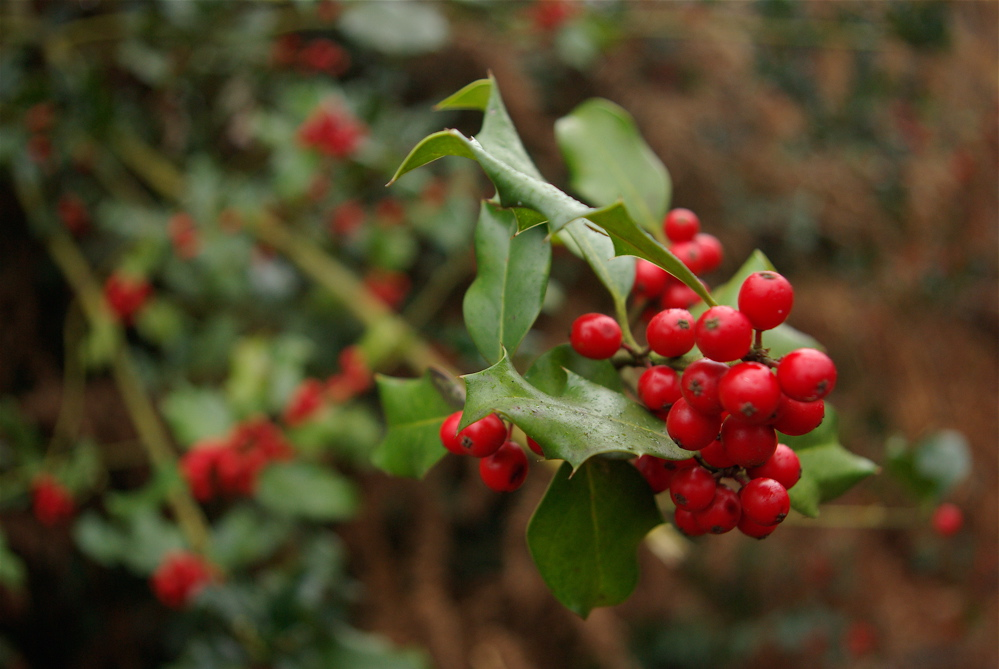
Houx.
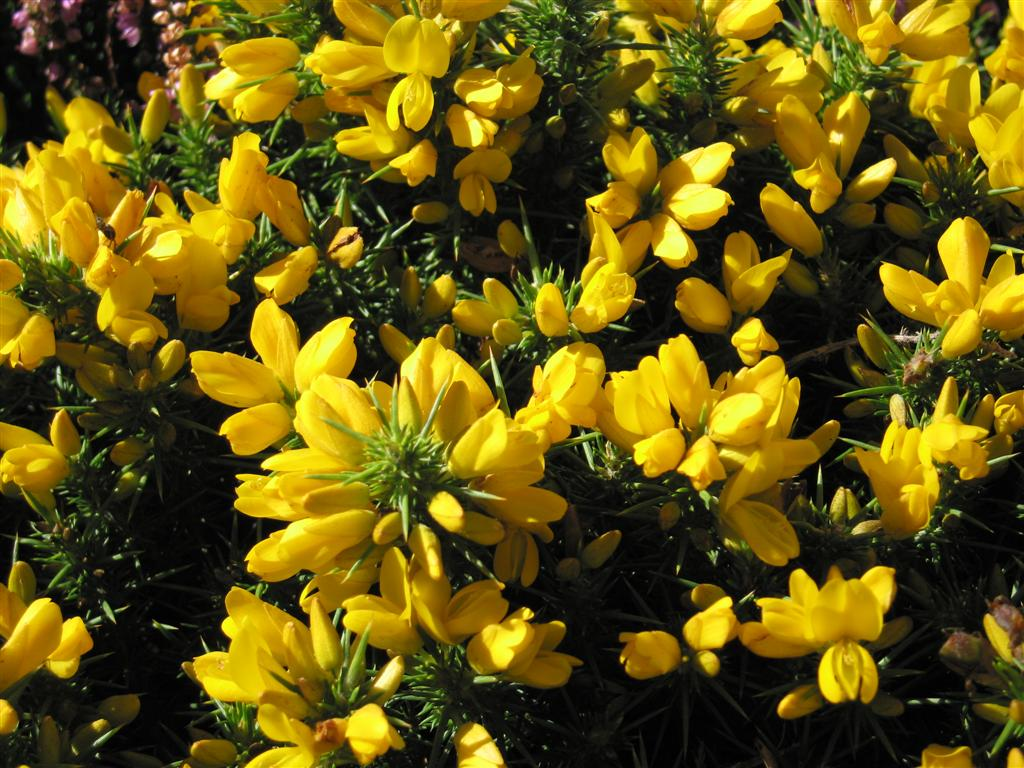
Ajonc d'Europe.
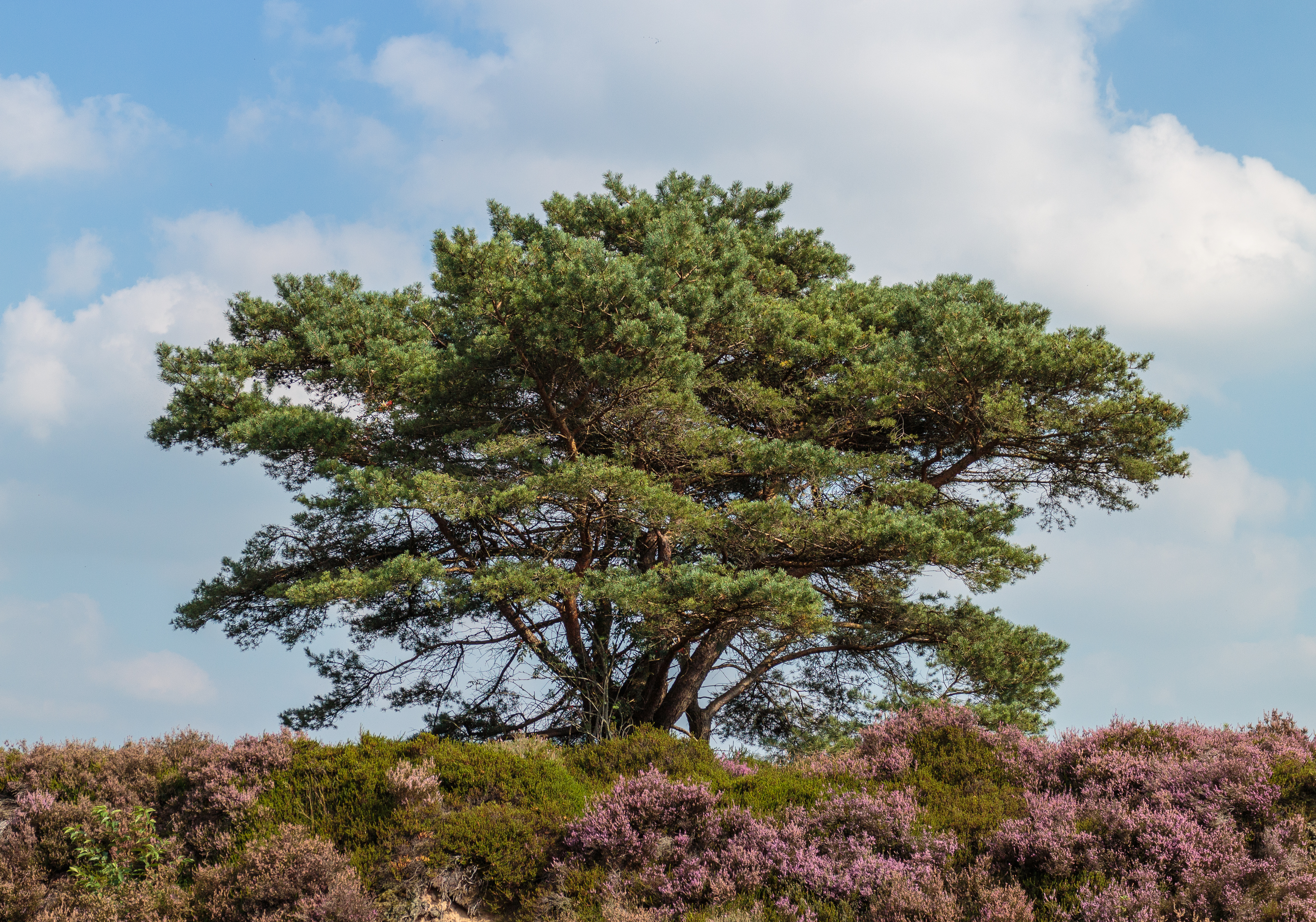
Pin sylvestre.

Faune présente à Montbert.
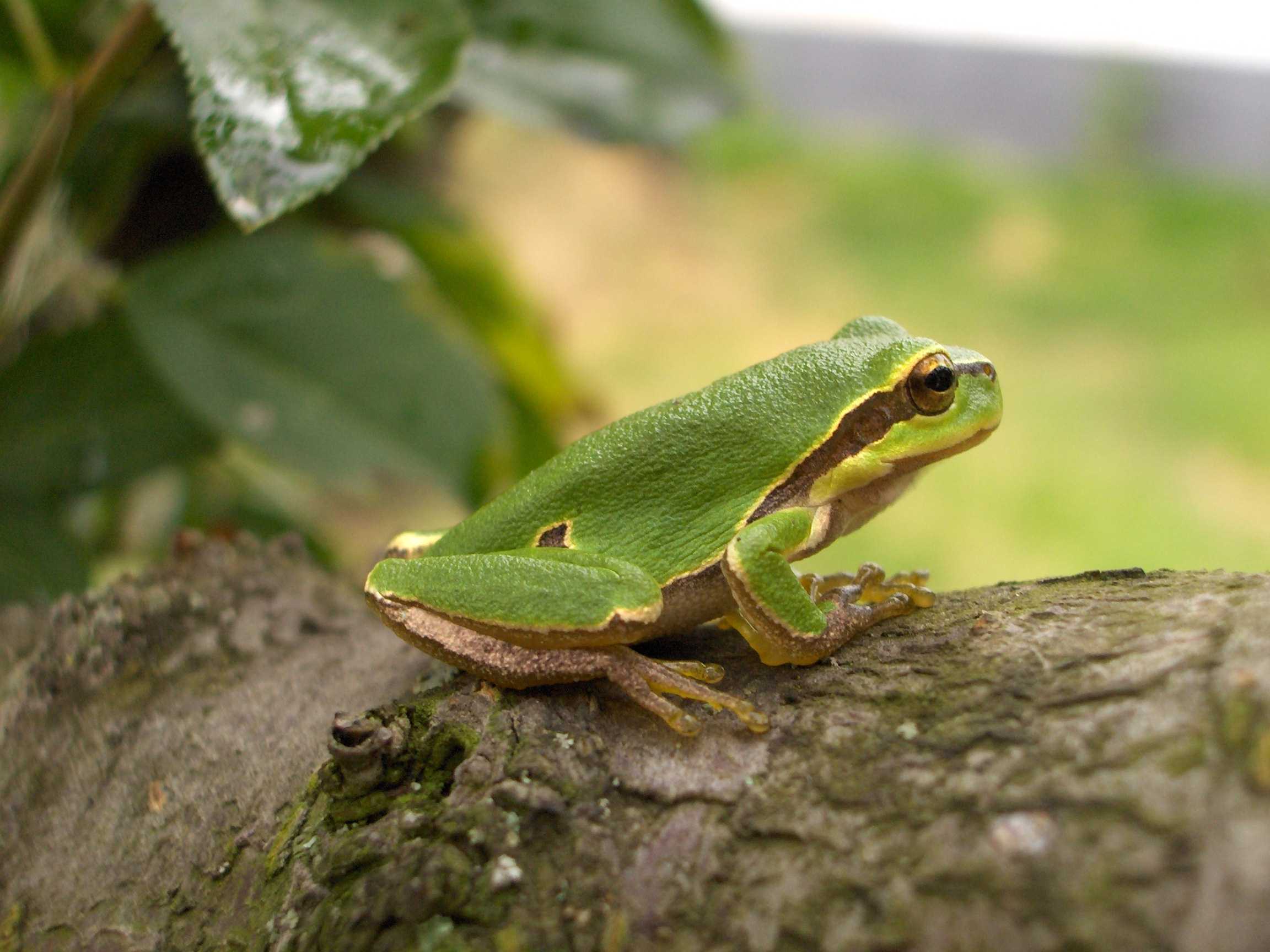
Rainette verte.
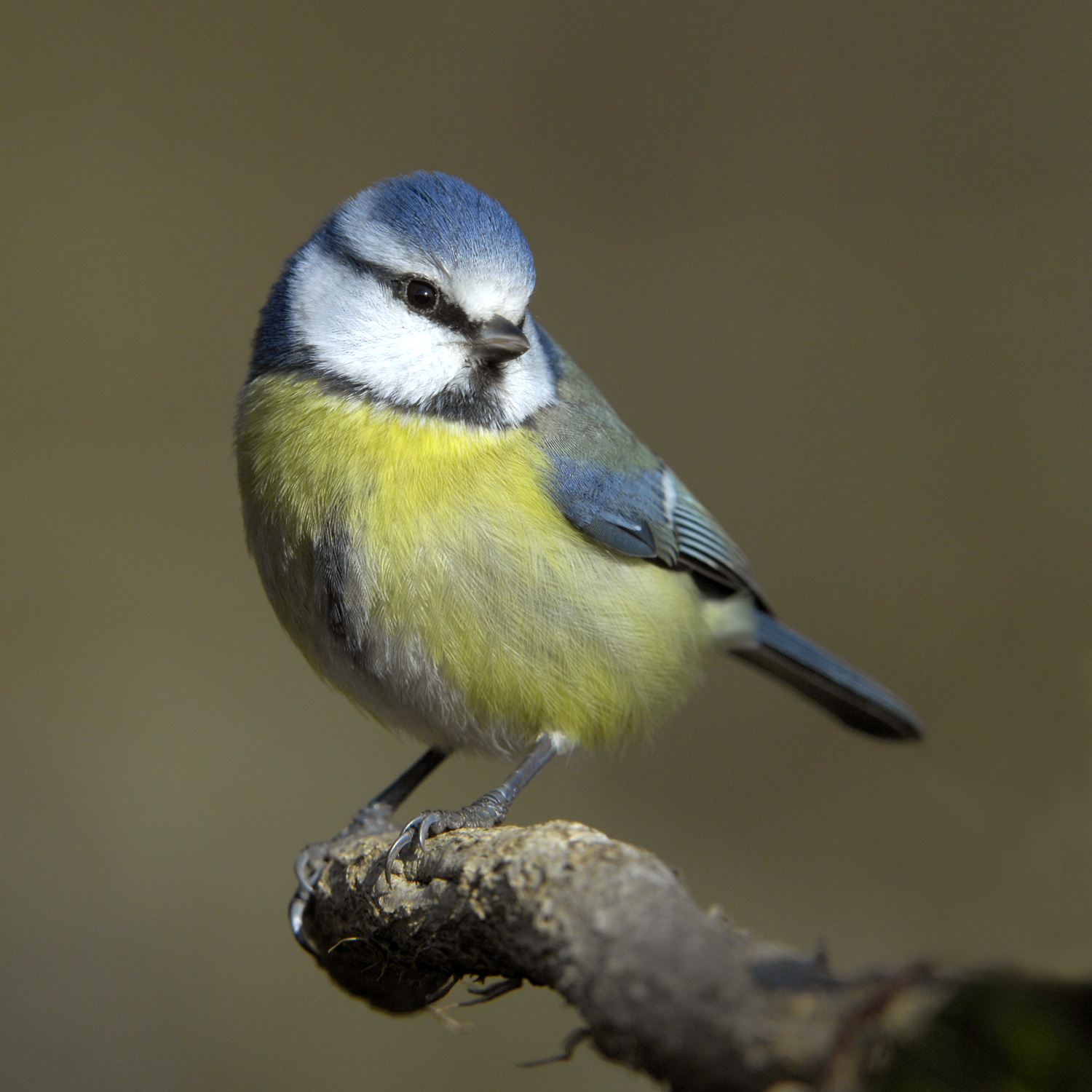
Mésange bleue.
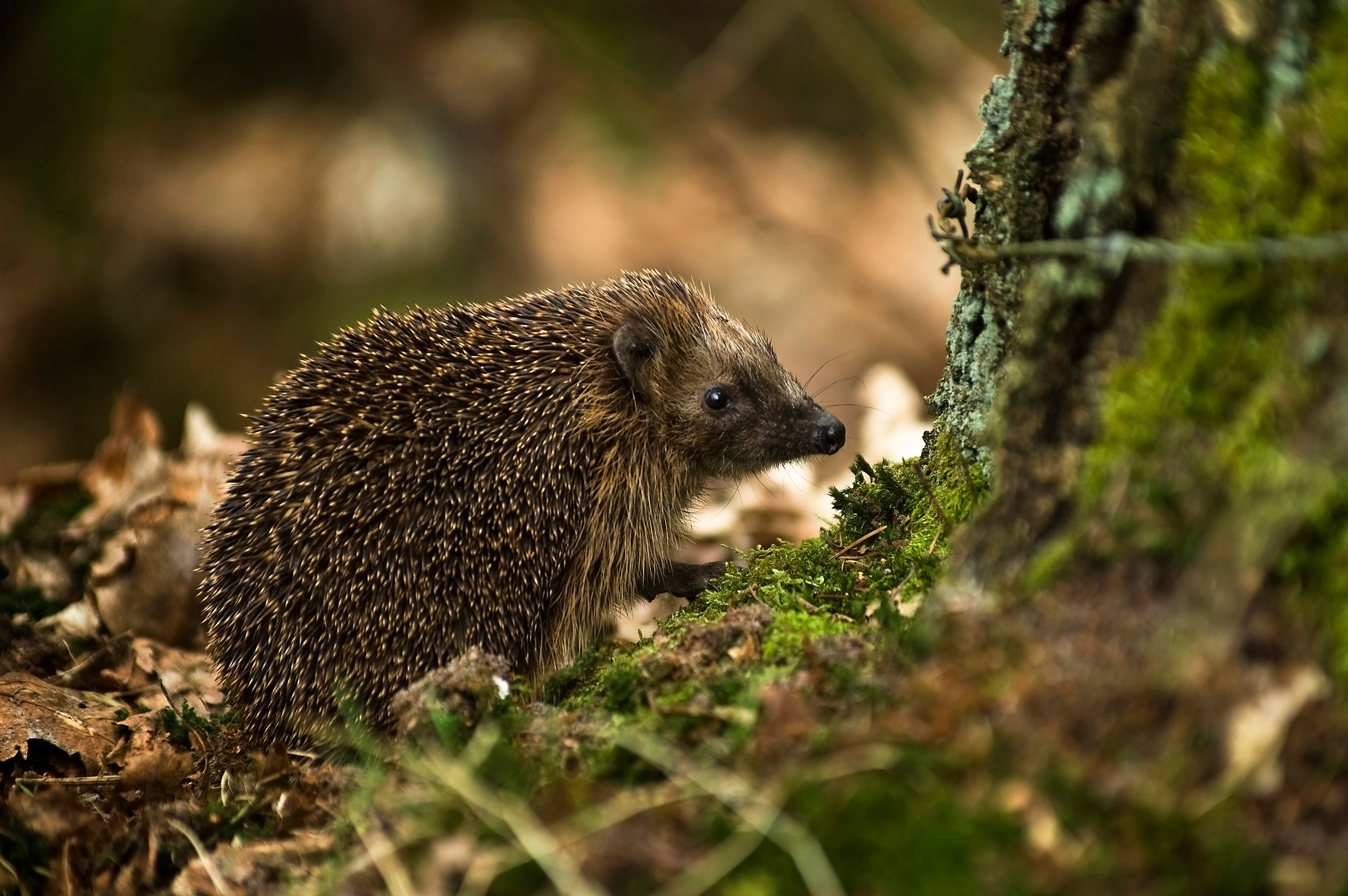
Hérisson d'Europe.
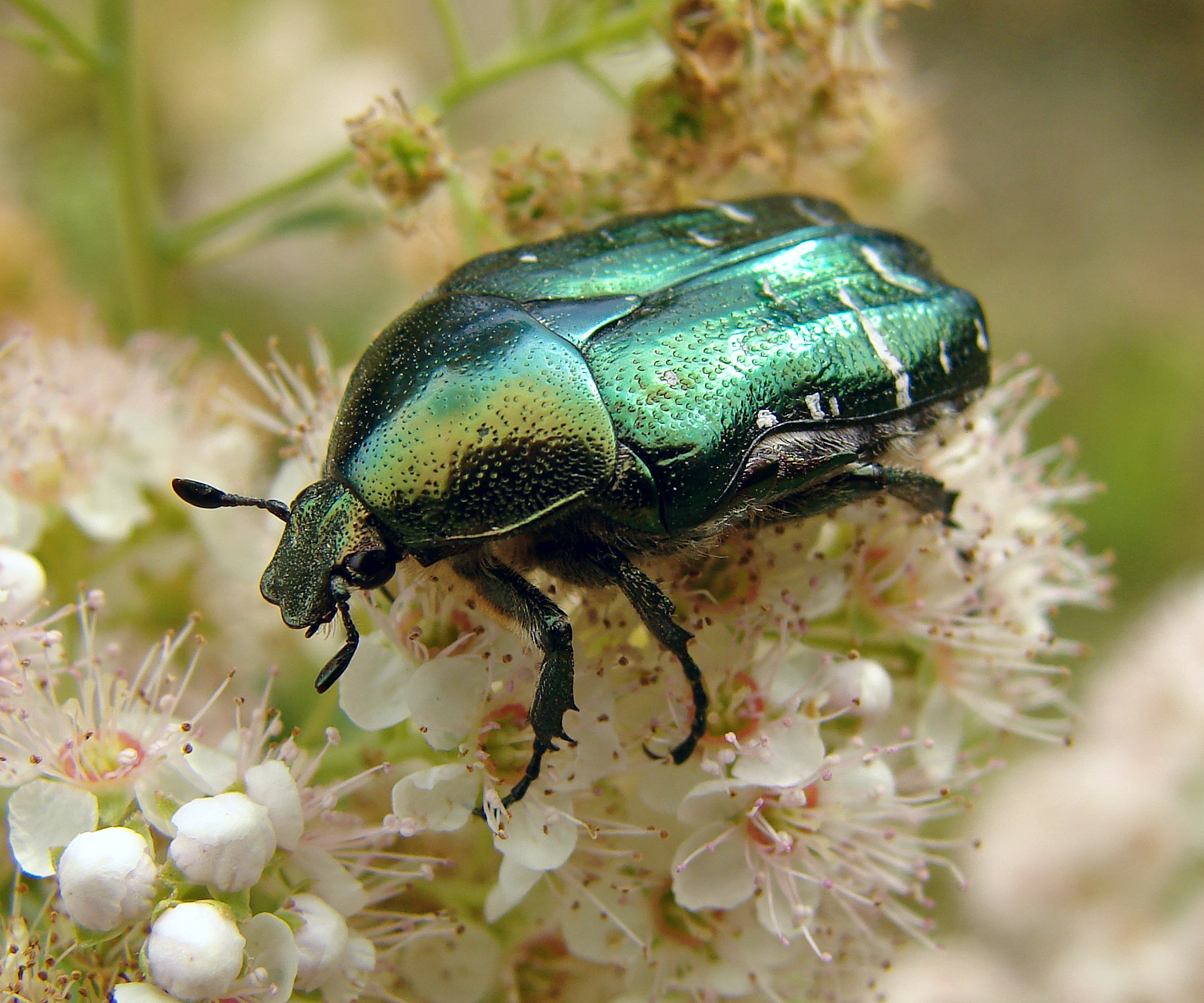
Cétoine dorée.
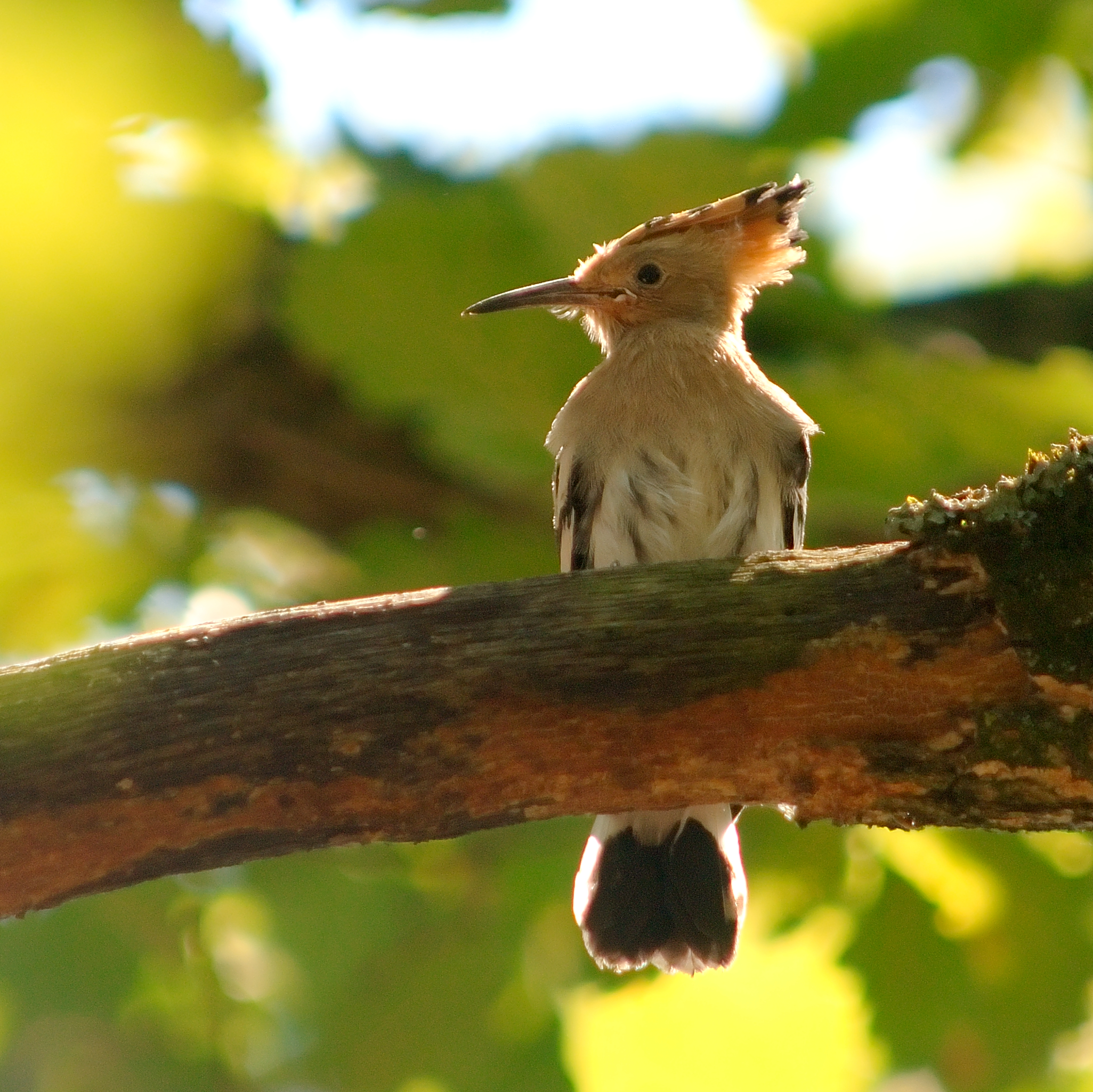
Huppe fasciée.

Plusieurs inventaires ont été menés dans la commune entre les années 1980 et 2010. À cette occasion, 192 taxons terminaux ont pu être recensés : 136 animaux et 56 plantes. Treize espèces sont considérées comme envahissantes sur le territoire. À Montbert, le règne végétal (Plantae) est représenté par 19 ordres (asparagines, caryophyllacées, rosales…), découpés en 32 familles d'espèces. En ce qui concerne le règne animal (Animalia) sur le territoire communal, il a été recensé :
- 2 amphibiens : la Grenouille commune et la Rainette verte ;
- 89 oiseaux : dont l'Épervier d'Europe, le Merle noir, le Pivert, la Bergeronnette grise, l'Alouette lulu, l'Hirondelle de cheminée ;
- 22 insectes : dont le Petit capricorne, la Cétoine dorée, la Rhagie sycophante, le Lepture fauve, l’Agapanthie à pilosité verdâtre ;
- 1 malacostracé : l'Acaeroplastes melanurus ;
- 3 mammifères : la Loutre d'Europe, le Hérisson d'Europe et le Furet d'Europe.

### Patrimoine culturel

#### Patrimoine civil

Patrimoine civil de Montbert.
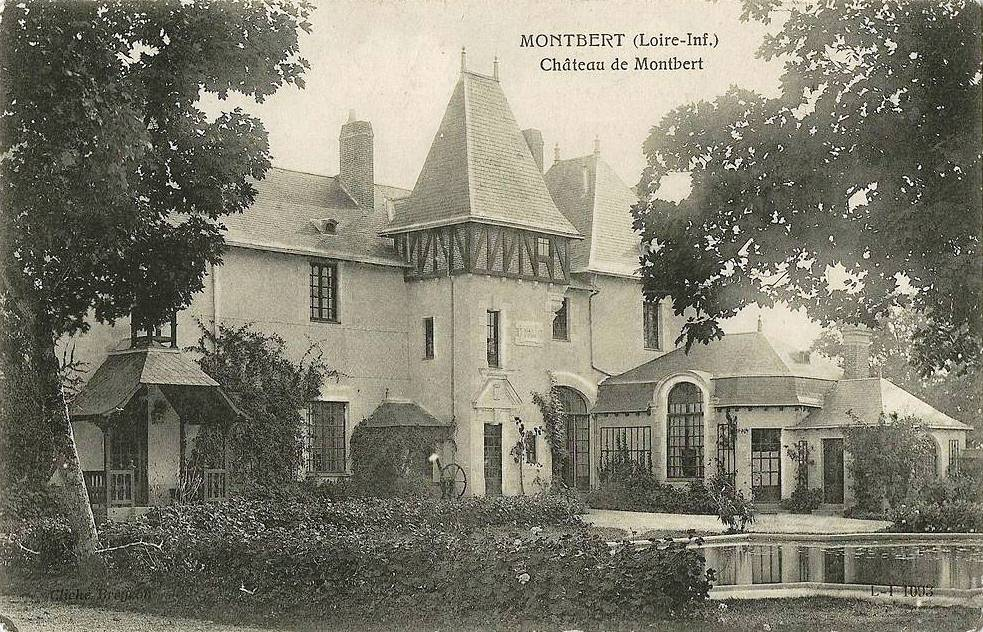
Château de la Brenière.
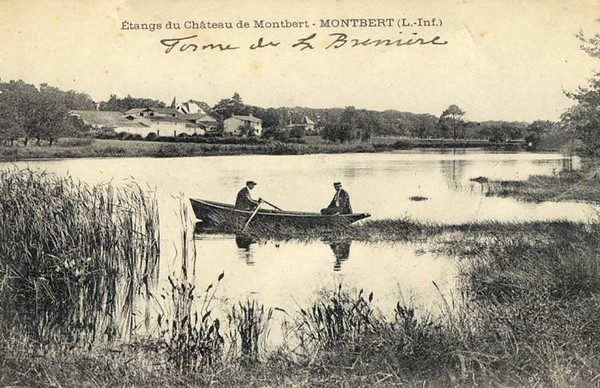
Étang du château de la Brenière.
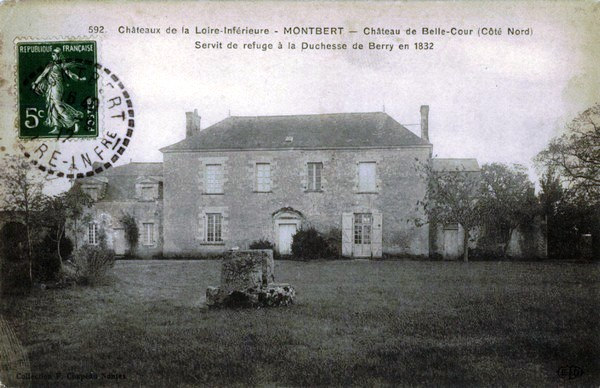
Manoir de Belle-cour.

Le château de Montbert — ou la Brenière —avec son parc inscrit à l'inventaire général du patrimoine culturel est une propriété privée. Le parc de la Brenière comporte une chapelle, un bassin, un puits, un jardin ainsi qu'un potager. Le château a été édifié en 1656 et a été successivement la propriété des seigneurs de Montbert, puis des familles Tollenare à partir de 1757, Menou jusqu'à la Révolution française et, enfin, de Maurice Menant au début du XIXe siècle. La demeure de Brenière est, à l'origine la propriété des La Touche-Limouzinière, qui l'ont vendu à la famille de Charette. Gabrielle Charette de Montbert épouse d'abord en 1743 Henri de Bretagne, baron d'Avaugour, de Vertus et de Clisson, puis Anne-Léon de Montmorency, cousin des Rois. La Brenière est vendue en 1757 à Françoise Thérèse Descamps, épouse de Charles de Tollenare, puis revendue au comte de Menou, époux de Bonne Cochon de Maurepas. Les Menou, alliés aux Cochon de Maurepas, aux de Montagnac, de Montesquieu et aux Lageard de Cherval sont ensuite les propriétaires au moment de la Révolution. Les Menou de Maurepas et de Montagnac vivaient surtout à la Cour. Les Menou de Maurepas sont arrêtés dès 1791 comme suspects. L'héritière vend la Brenière, en 1804, à Maurice Menant et à Marie Claude Reynolds son épouse, négociants à Nantes. Le château avait été incendié et la partie principale détruite. La chapelle, l'orangerie, les écuries et les servitudes avaient été épargnés. Adèle Menant, leur fille, épouse en 1819 François Gervais Clémansin du Maine, chevalier des ordres royaux et militaires de Saint-Louis et de l'ordre national de la Légion d'honneur, membre du conseil général de la Loire-Inférieure. Victor Clémansin du Maine décède en 1891 et le domaine passe alors à son fils. Propriété actuelle de la famille Fleury/Mirallié depuis les années 1900.
Le château des Ridelières avec son parc inscrit à l'inventaire général du patrimoine culturel est une propriété privée. Le parc des Ridelières qui a été construit à la fin du XIXe siècle puis modifié au milieu du XXe siècle accueille une serre, un bassin et un court de tennis. Le château date originellement du XVIe siècle, dont la seule trace reste une tourelle d'époque. La seigneurie, dont les fiefs s'étendaient jadis jusqu'au Bignon, avait un droit de basse justice : elle relevait des Rohan et subit l'influence du protestantisme. Un démembrement s'ensuivit et l'on trouve de nombreux propriétaires du domaine : Leroux des Ridelères, les Marbœuf (qui modifient le manoir à tourelle et la murailles à mâchicoulis), Betuel, Tatin, Dupas de La Garnache. La famille Harmange, parente des Leroux, va reconstituer le domaine des Ridelières en 1832.
Le manoir de Belle-cour est une propriété privée qui date du XVIIe siècle. Propriété de la famille Guillon, membres du parlement de Bretagne, puis des seigneurs de Fouinard et de la famille Delaville. Ce domaine se rattachait auparavant au Fouinard dont les propriétaires étaient les Guillon. Par alliance, Suzanne Guillon porte ensuite le domaine aux négociants nantais, Delaville. Armand François Delaville construit sa fortune sur le négoce : il arme, de 1783 à 1793, six navires négriers qui ramènent à chaque voyage une moyenne de 300 noirs aux Antilles.
On trouve également à Montbert d'autres édifices historiques notables comme la Haute-Grange, édifiée au XVIIe siècle par les moines de l'abbaye de Villeneuve ; 9 moulins dont le moulin du Belvédère, restauré au XIXe siècle ; ou encore le monument aux morts de la commune installé devant l'église.

#### Patrimoine religieux

Église Notre-Dame-de-l'Assomption.
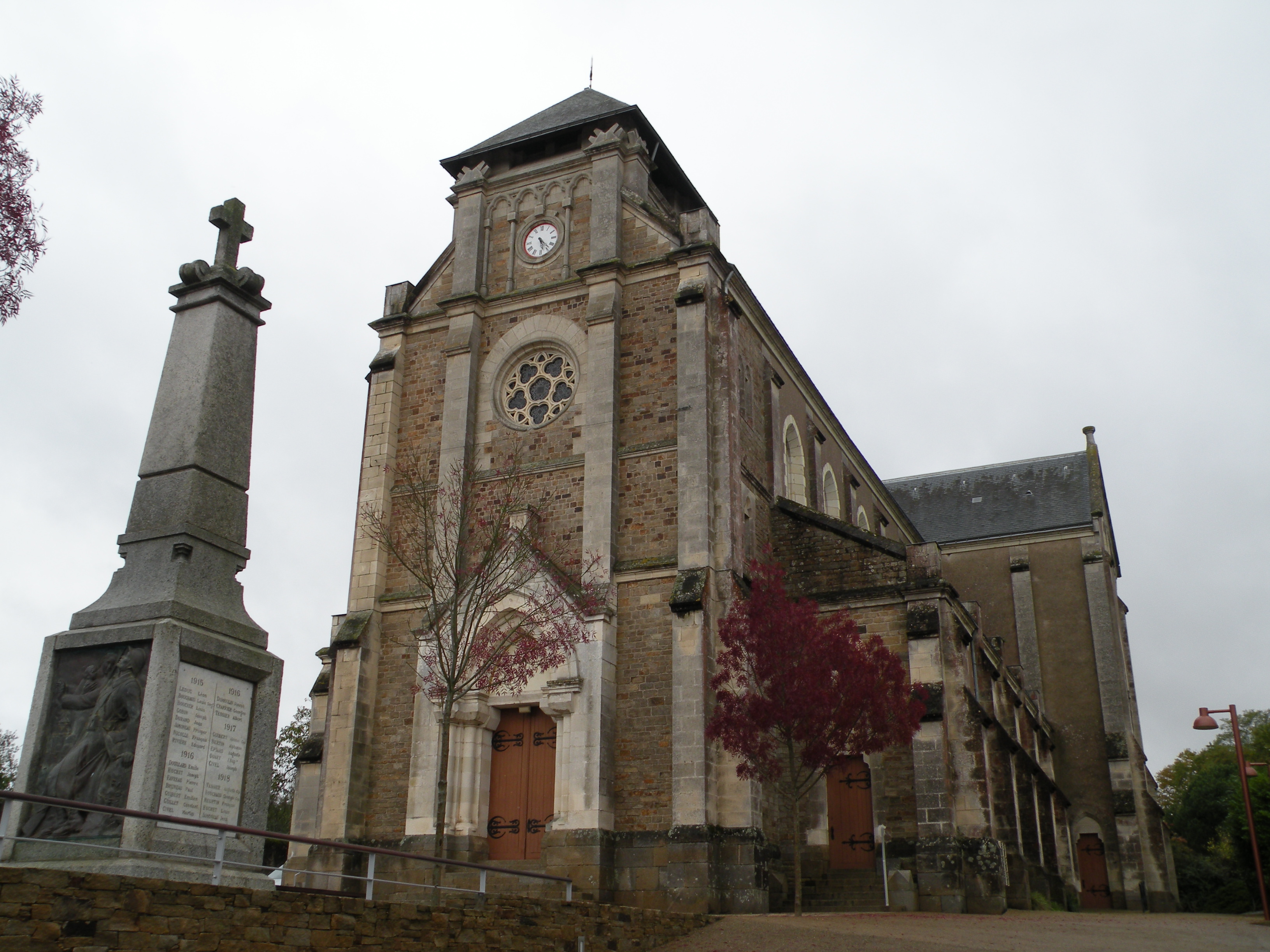
Le monument aux morts devant l'église.
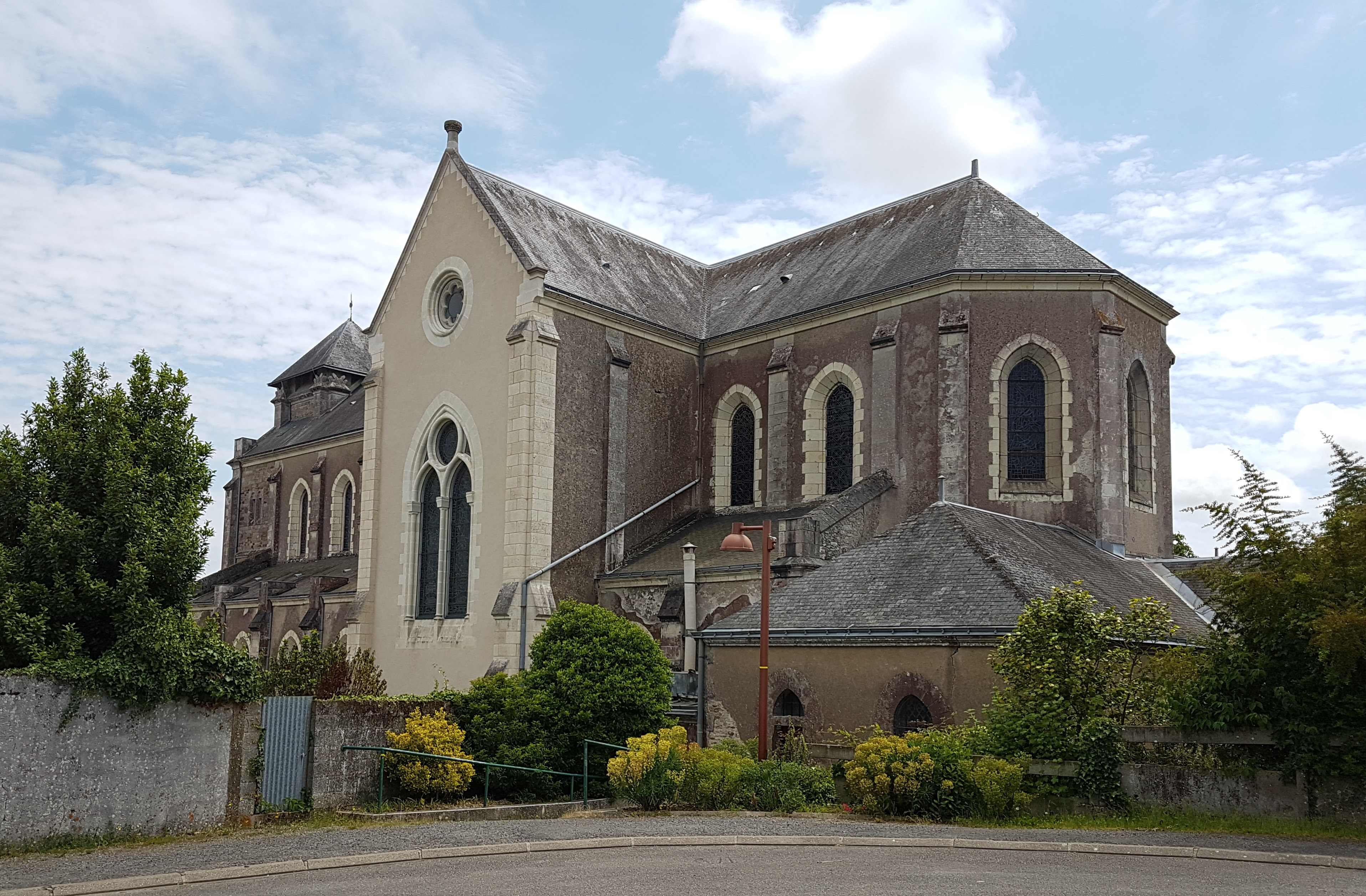
Façade ouest.
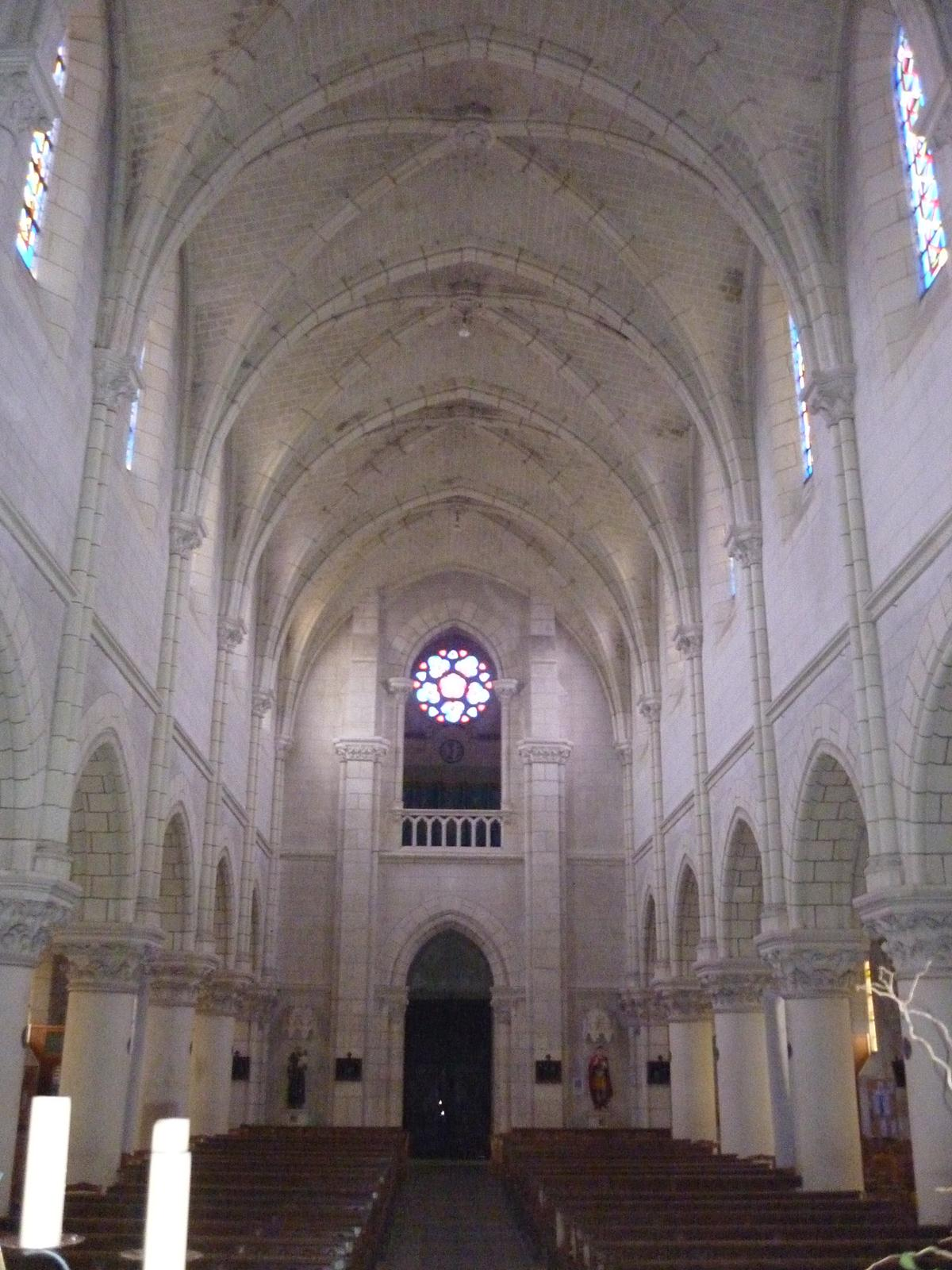
Nef.
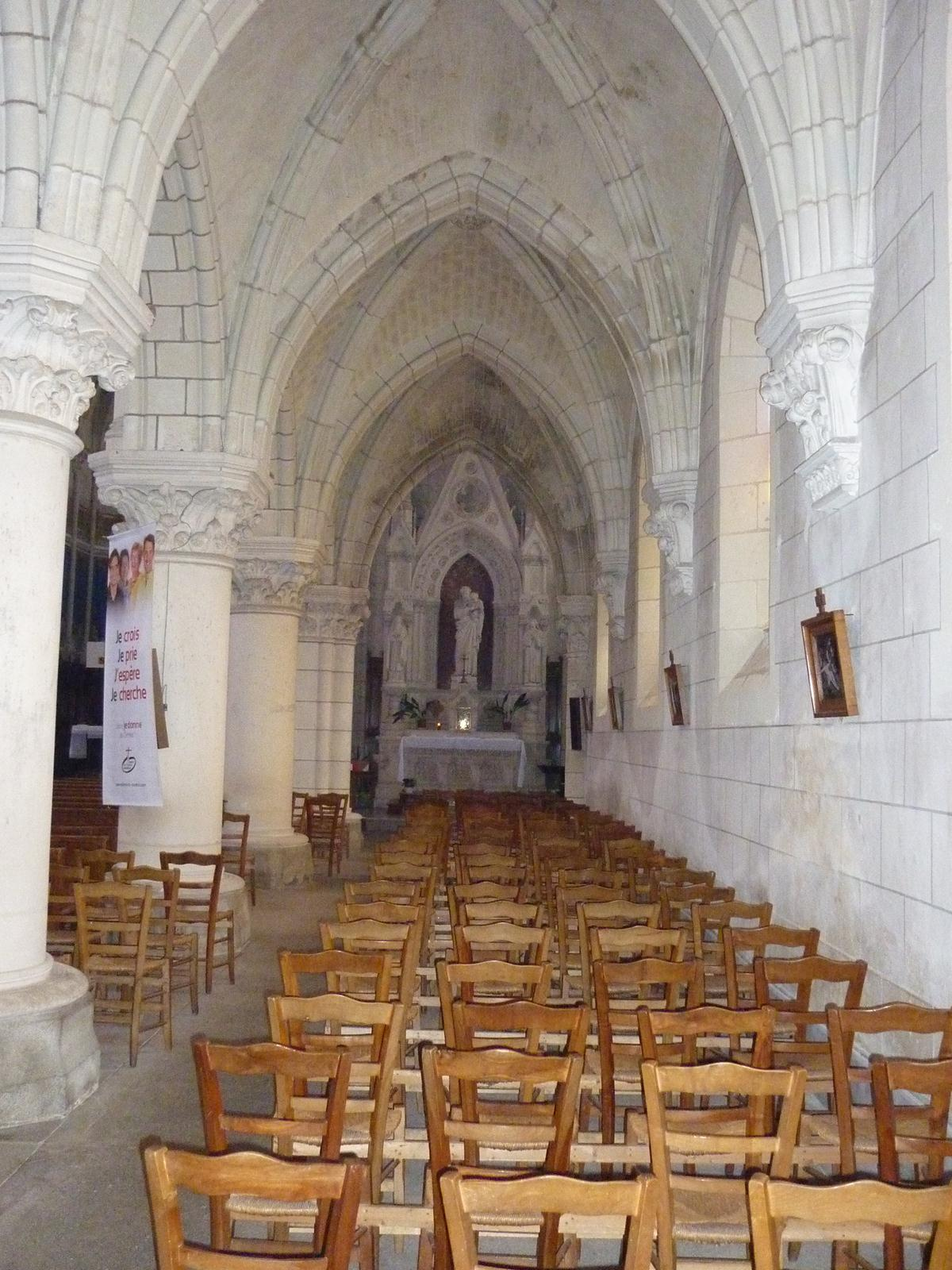
Bas-côté.
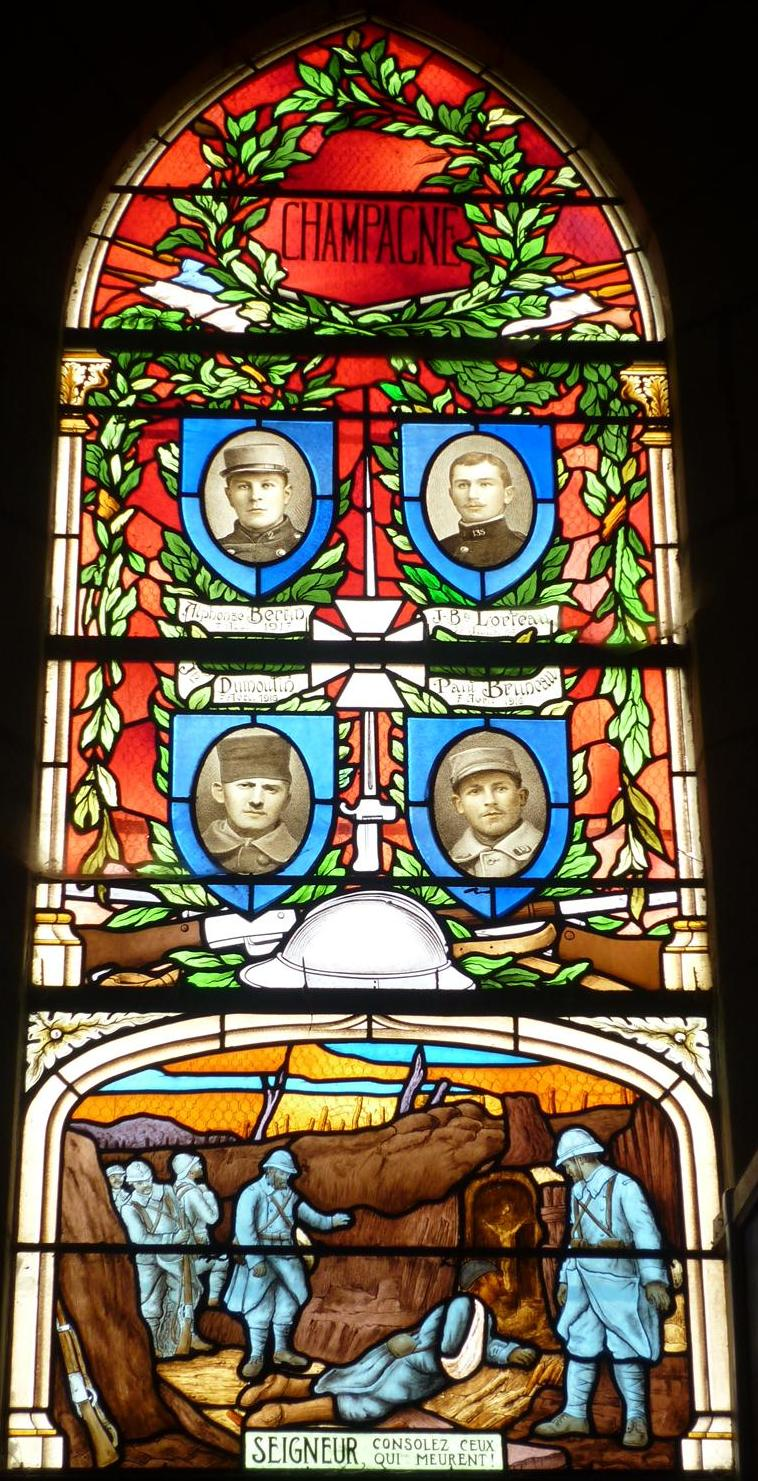
Vitrail.
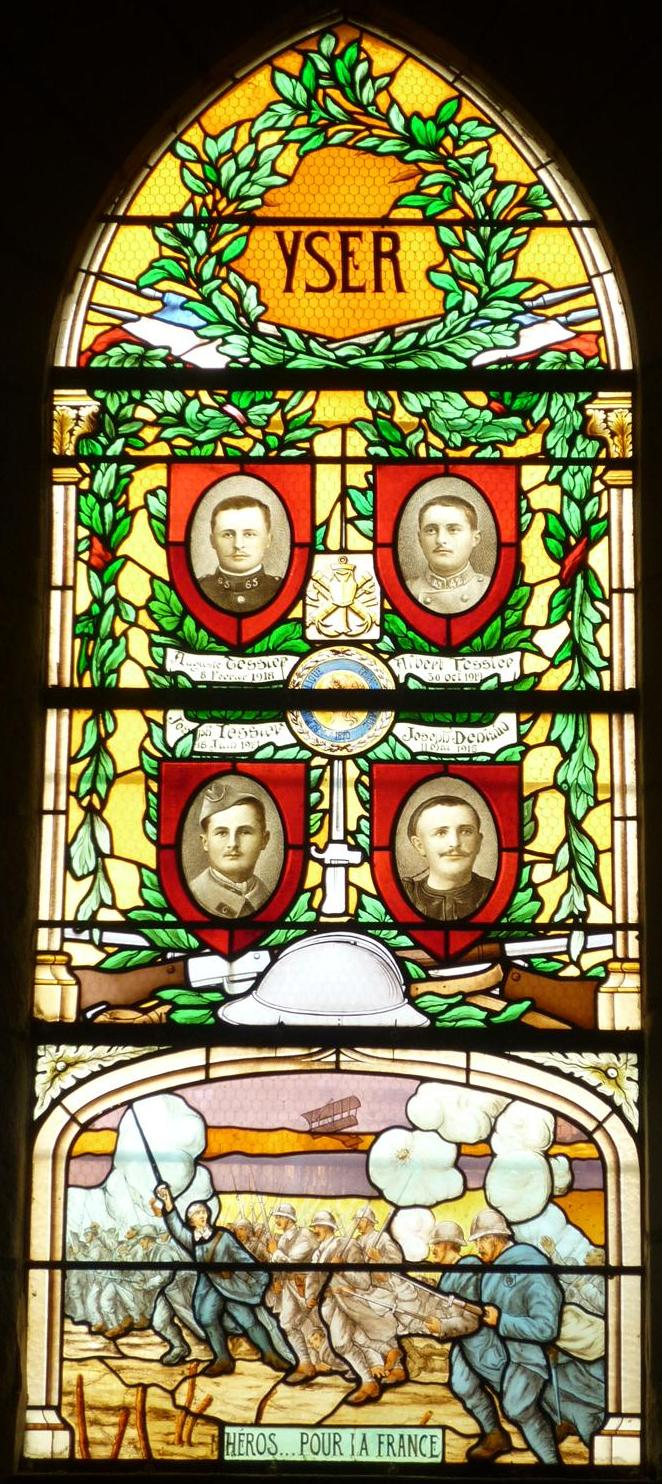
Vitrail.
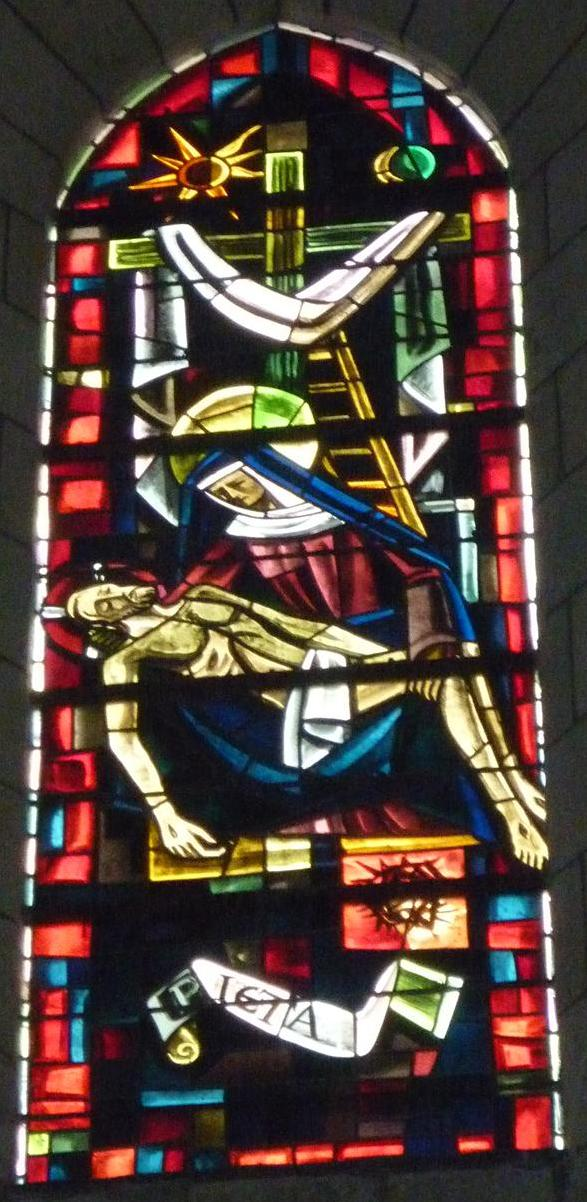
Vitrail.
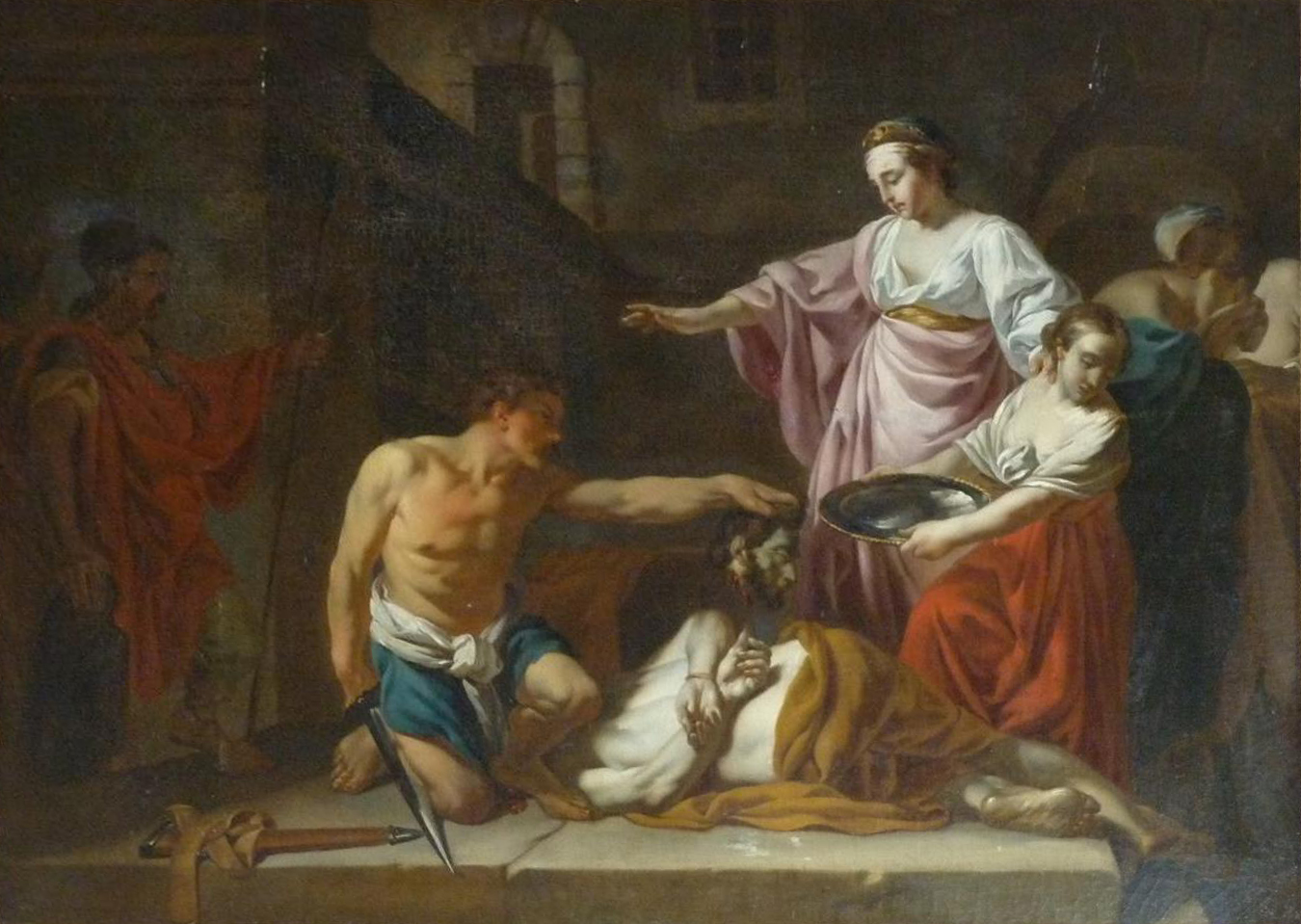
La décollation de saint Jean-Baptiste.

L'église de Montbert — ou Notre-Dame-de-l'Assomption — est le principal édifice religieux dans la commune. Elle a été construite par l'architecte M. Hilléreau entre 1870 et 1873 et bénie en 1873 par Mgr Félix Fournier, l'évêque de Nantes. De style gothique, les soubassements de l'église sont réalisés avec des pierres de granit taillées ainsi que les marches extérieures. Les ouvertures sont réalisées avec des montants de calcaire taillé, l'ensemble des murs est bâti avec de la pierre de pays. La toiture est couverte d'ardoises. S'il n'y a pas de clocher, c'est que le fond du terrain ne l'aurait pas supporté, et que les fonds monétaires manquaient. En forme de croix latine, avec deux transepts, l'église est orientée ouest-est, le chœur étant à l'ouest. Tout le chœur est ceinturé d'une fresque qui porte les armoiries des Clémansin du Maine et des de Bourmont. La sacristie est ornée de boiseries antiques. Cette église est célèbre dans la région pour ses vitraux rendant hommage aux poilus de la Première Guerre mondiale, à l’initiative de l'abbé Frédéric Thibaud. Au retour de la guerre, il voulut que soit gardé le souvenir de ceux qui périrent sur les champs de bataille de la Champagne, de l'Oise, de Verdun. Chaque vitrail porte le nom d'une bataille, le portrait des soldats ou encore des épisodes de guerre de la vie du poilu. Pour payer ces vitraux, il fît appel à la générosité des paroissiens. Au total, 34 familles de soldats endeuillés y participèrent. L'abbé confia ce travail au maître-verrier M. Léglise qui acheva ces vitraux en 1922. Des vitraux modernes ont été réalisés par le vitrailliste Yves Dehais en 1960.
Le territoire de la commune présente également de nombreuses croix et calvaires : la croix Giraud située au Landais (XVIIe siècle), la croix de Baillerie (XIXe siècle), etc.

### Personnalités liées à la commune
- Lambert Doomer (1624-1700), peintre hollandais. Il fit une halte à Montbert lors de son grand tour de France en 1646 ;
- Caroline de Bourbon (1798-1870), duchesse de Berry. Elle est passée à Montbert ;
- Albert Boucher (1888-1965), homme politique. Il est né à Montbert ;
- Georges Clémansin du Maine (1853-1926), peintre, né à Montbert, au château ;
- Madeleine Vivan (1912-2020), poétesse et romancière française, nom de plume de Madeleine Dallet. Elle est née à Montbert. Elle est également la tante de Jean-Marie Dallet.

### Héraldique
| Blason de Montbert | Blason  | De gueules à une bande d'or chargée d'un lion léopardé de sable, armé et lampassé de gueules ; au chef d'argent chargé de trois épis de blé liés d'un pampre fruité à dextre et feuillé d'une pièce à senestre, accosté à dextre de trois mouchetures d'hermine de sable, ordonnées 2 et 1, et à senestre d'un double cœur vidé et croiseté, le tout de sable. |
| Blason de Montbert | Détails | Ce blason est une brisure des armes des Menou (De gueules à la bande d'or) avec le lion des armes de la famille de Charette (de Montebert) (D'argent, au lion de sable, armé et lampassé de gueules, accompagné de trois canettes de sable membrées et becquées de gueules). Le double cœur vidé, couronné et croiseté indique la proximité de la Vendée, tandis que le pampre liant trois épis de blé montre les cultures effectuées sur le sol communal. Les mouchetures d'hermine évoquent le blasonnement d'hermine plain de la Bretagne, rappelant l'appartenance passée de la ville au duché de Bretagne. Blason conçu par M. David en 1985. |

### Devise
La devise de Montbert : Majorum Memento Posturas Cura. Souviens-toi de tes ancêtres, soucie-toi de ta postérité.